# Liste des planètes mineures non numérotées découvertes entre le 1er et le 15 mars 2016
Pour un article plus général, voir Liste des planètes mineures non numérotées découvertes en 2016.
Pour un article plus général, voir Liste des planètes mineures.
Cet article dresse la liste des planètes mineures (astéroïdes, centaures, objets transneptuniens et assimilés) non numérotées découvertes en mars 2016 dans l'ordre de leur découverte.
Au 15 janvier 2025, 661 077 des 1 434 993 planètes mineures répertoriées par le Centre des planètes mineures ne sont pas encore numérotées, soit 46,07 %.

## Rappel concernant la désignation provisoire
La désignation provisoire indique l'ordre de découverte de ces objets. En effet, cette désignation est composée de l'année de découverte (par exemple 2016) suivie de la quinzaine (demi-mois) de découverte (p.e. A = 1-15 janvier) puis de l'ordre de découverte dans cette quinzaine. Cet ordre est indiqué par une lettre et éventuellement un chiffre comme suit : A pour la première découverte, B pour la deuxième, ..., Z pour la 25e (le I n'est pas utilisé pour éviter la confusion avec 1), A1 pour la 26e, B1 pour la 27e, etc. , Z1 pour la 50e, A2 pour la 51e, B2 pour la 52e, etc. L'ordre de la numérotation ne suit donc pas l'ordre alphanumérique. 2016 AA1 suit ainsi 2016 AZ et précède 2016 AB1.

## Liste du1erau 15 mars 2016
- 2016 EC
- 2016 ED
- 2016 EE
- 2016 EF
- 2016 EL
- 2016 EN
- 2016 EO
- 2016 EP
- 2016 EQ
- 2016 ES
- 2016 ET
- 2016 EV
- 2016 EY
- 2016 EZ
- 2016 EA1
- 2016 EB1
- 2016 EC1
- 2016 ED1
- 2016 EE1
- 2016 EF1
- 2016 EG1
- 2016 EH1
- 2016 EK1
- 2016 EL1
- 2016 EN1
- 2016 EO1
- 2016 EP1
- 2016 EQ1
- 2016 ER1
- 2016 ES1
- 2016 ET1
- 2016 EU1
- 2016 EV1
- 2016 EW1
- 2016 EX1
- 2016 EY1
- 2016 EZ1
- 2016 EA2
- 2016 EB2
- 2016 EH2
- 2016 EL2
- 2016 EO2
- 2016 EP2
- 2016 ET2
- 2016 EU2
- 2016 EV2
- 2016 EY2
- 2016 EB3
- 2016 EF3
- 2016 EG3
- 2016 EM3
- 2016 ET3
- 2016 EU3
- 2016 EW3
- 2016 EX3
- 2016 EZ3
- 2016 EE4
- 2016 EG4
- 2016 EJ4
- 2016 EL4
- 2016 EM4
- 2016 EY4
- 2016 EE5
- 2016 EF5
- 2016 EJ5
- 2016 EN5
- 2016 ET5
- 2016 EU5
- 2016 EA6
- 2016 ED6
- 2016 EL6
- 2016 EM6
- 2016 EQ6
- 2016 ET6
- 2016 EV6
- 2016 EY6
- 2016 EZ6
- 2016 EG7
- 2016 EH7
- 2016 EJ7
- 2016 EK7
- 2016 EV7
- 2016 EZ7
- 2016 EF8
- 2016 EL8
- 2016 EN8
- 2016 EP8
- 2016 ER8
- 2016 EY8
- 2016 EC9
- 2016 ED9
- 2016 EE9
- 2016 EF9
- 2016 EG9
- 2016 EM9
- 2016 EN9
- 2016 EP9
- 2016 ER9
- 2016 EW9
- 2016 EB10
- 2016 EC10
- 2016 ED10
- 2016 EE10
- 2016 EG10
- 2016 EH10
- 2016 EK10
- 2016 EL10
- 2016 EA11
- 2016 EC11
- 2016 EF11
- 2016 EG11
- 2016 EK11
- 2016 EL11
- 2016 EO11
- 2016 EP11
- 2016 ER11
- 2016 EX11
- 2016 EY11
- 2016 EA12
- 2016 EE12
- 2016 EF12
- 2016 EG12
- 2016 EH12
- 2016 EM12
- 2016 EN12
- 2016 EQ12
- 2016 ER12
- 2016 EX12
- 2016 EZ12
- 2016 EB13
- 2016 EC13
- 2016 EG13
- 2016 EN13
- 2016 ER13
- 2016 ES13
- 2016 ET13
- 2016 EW13
- 2016 EY13
- 2016 EC14
- 2016 EE14
- 2016 EF14
- 2016 EG14
- 2016 EH14
- 2016 ET14
- 2016 EW14
- 2016 EB15
- 2016 EE15
- 2016 EG15
- 2016 EH15
- 2016 EK15
- 2016 EM15
- 2016 EN15
- 2016 EO15
- 2016 ES15
- 2016 EX15
- 2016 EY15
- 2016 EC16
- 2016 ED16
- 2016 EF16
- 2016 EK16
- 2016 EO16
- 2016 EA17
- 2016 EB17
- 2016 ED17
- 2016 EJ17
- 2016 EN17
- 2016 ER17
- 2016 ET17
- 2016 EA18
- 2016 EF18
- 2016 EG18
- 2016 EN18
- 2016 EO18
- 2016 EP18
- 2016 EQ18
- 2016 ES18
- 2016 EW18
- 2016 EY18
- 2016 EB19
- 2016 EF19
- 2016 EH19
- 2016 EJ19
- 2016 EK19
- 2016 EL19
- 2016 EN19
- 2016 EQ19
- 2016 ES19
- 2016 EX19
- 2016 EY19
- 2016 EA20
- 2016 EF20
- 2016 EK20
- 2016 EN20
- 2016 EQ20
- 2016 EV20
- 2016 EY20
- 2016 EA21
- 2016 EB21
- 2016 EC21
- 2016 ED21
- 2016 EE21
- 2016 EG21
- 2016 EJ21
- 2016 EM21
- 2016 EO21
- 2016 EU21
- 2016 EZ21
- 2016 EN22
- 2016 EP22
- 2016 ER22
- 2016 EZ22
- 2016 EC23
- 2016 EH23
- 2016 ET23
- 2016 EV23
- 2016 EY23
- 2016 ED24
- 2016 EG24
- 2016 EH24
- 2016 EN24
- 2016 EU24
- 2016 EV24
- 2016 EB25
- 2016 ED25
- 2016 EF25
- 2016 ER25
- 2016 ET25
- 2016 EU25
- 2016 EV25
- 2016 EW25
- 2016 EX25
- 2016 EY25
- 2016 EZ25
- 2016 EC26
- 2016 EE26
- 2016 EF26
- 2016 EG26
- 2016 EH26
- 2016 EK26
- 2016 EO26
- 2016 EQ26
- 2016 ET26
- 2016 EU26
- 2016 EW26
- 2016 EZ26
- 2016 EA27
- 2016 EB27
- 2016 EC27
- 2016 ED27
- 2016 EE27
- 2016 EF27
- 2016 EH27
- 2016 EJ27
- 2016 EK27
- 2016 EL27
- 2016 EM27
- 2016 EN27
- 2016 EO27
- 2016 EP27
- 2016 EQ27
- 2016 ES27
- 2016 EV27
- 2016 EW27
- 2016 EX27
- 2016 EY27
- 2016 EZ27
- 2016 EA28
- 2016 EC28
- 2016 ED28
- 2016 EE28
- 2016 EF28
- 2016 EG28
- 2016 EH28
- 2016 EK28
- 2016 EM28
- 2016 EN28
- 2016 EO28
- 2016 EP28
- 2016 ER28
- 2016 ES28
- 2016 ET28
- 2016 EU28
- 2016 EV28
- 2016 EB29
- 2016 EG29
- 2016 ER29
- 2016 EU29
- 2016 EQ30
- 2016 ES30
- 2016 EV30
- 2016 EZ30
- 2016 EE31
- 2016 EF31
- 2016 EG31
- 2016 EH31
- 2016 EJ31
- 2016 EL31
- 2016 EM31
- 2016 ET31
- 2016 EZ31
- 2016 EA32
- 2016 EE32
- 2016 EF32
- 2016 EG32
- 2016 EH32
- 2016 EJ32
- 2016 EN32
- 2016 EQ32
- 2016 EA33
- 2016 EB33
- 2016 EE33
- 2016 EF33
- 2016 EG33
- 2016 EM33
- 2016 EO33
- 2016 EQ33
- 2016 ER33
- 2016 ET33
- 2016 EU33
- 2016 EZ33
- 2016 EA34
- 2016 EE34
- 2016 EH34
- 2016 EL34
- 2016 EV34
- 2016 EY34
- 2016 EZ34
- 2016 EA35
- 2016 EC35
- 2016 ED35
- 2016 EE35
- 2016 EF35
- 2016 EH35
- 2016 EN35
- 2016 EQ35
- 2016 ES35
- 2016 ET35
- 2016 EW35
- 2016 EY35
- 2016 EE36
- 2016 EH36
- 2016 EJ36
- 2016 EZ36
- 2016 EK37
- 2016 EE38
- 2016 EH38
- 2016 EJ38
- 2016 EM38
- 2016 EP38
- 2016 ER38
- 2016 ES38
- 2016 ET38
- 2016 EV38
- 2016 EX38
- 2016 EY38
- 2016 EB39
- 2016 ED39
- 2016 EE39
- 2016 EF39
- 2016 EH39
- 2016 EL39
- 2016 ER39
- 2016 EV39
- 2016 EF40
- 2016 EG40
- 2016 EN40
- 2016 EO40
- 2016 EQ40
- 2016 EU40
- 2016 EE41
- 2016 EH41
- 2016 EK41
- 2016 EL41
- 2016 EM41
- 2016 EN41
- 2016 EQ41
- 2016 ER41
- 2016 EX41
- 2016 EZ41
- 2016 EB42
- 2016 EC42
- 2016 EH42
- 2016 EQ42
- 2016 EW42
- 2016 EX42
- 2016 EE43
- 2016 EF43
- 2016 EG43
- 2016 EH43
- 2016 EN43
- 2016 EO43
- 2016 EQ43
- 2016 ES43
- 2016 ET43
- 2016 EA44
- 2016 EB44
- 2016 ED44
- 2016 EK44
- 2016 EM44
- 2016 EN44
- 2016 EQ44
- 2016 ES44
- 2016 ET44
- 2016 EW44
- 2016 EZ44
- 2016 ED45
- 2016 EF45
- 2016 EM45
- 2016 ES45
- 2016 EU45
- 2016 EV45
- 2016 EX45
- 2016 EB46
- 2016 ED46
- 2016 EE46
- 2016 EF46
- 2016 EJ46
- 2016 EK46
- 2016 EN46
- 2016 EO46
- 2016 EP46
- 2016 EQ46
- 2016 ES46
- 2016 EW46
- 2016 EC47
- 2016 EE47
- 2016 EF47
- 2016 EL47
- 2016 EV47
- 2016 EW47
- 2016 EZ47
- 2016 EC48
- 2016 ED48
- 2016 EF48
- 2016 EG48
- 2016 EH48
- 2016 EJ48
- 2016 EL48
- 2016 EM48
- 2016 EO48
- 2016 EP48
- 2016 EU48
- 2016 EV48
- 2016 EX48
- 2016 EZ48
- 2016 EA49
- 2016 EC49
- 2016 EE49
- 2016 EG49
- 2016 EH49
- 2016 EL49
- 2016 EM49
- 2016 EN49
- 2016 EP49
- 2016 EV49
- 2016 EA50
- 2016 EE50
- 2016 EM50
- 2016 EO50
- 2016 EP50
- 2016 EQ50
- 2016 ET50
- 2016 EU50
- 2016 EX50
- 2016 EY50
- 2016 EC51
- 2016 EM51
- 2016 ED52
- 2016 EE52
- 2016 EH52
- 2016 EB53
- 2016 EC53
- 2016 EF53
- 2016 EG53
- 2016 EH53
- 2016 EJ53
- 2016 EL53
- 2016 EM53
- 2016 EQ53
- 2016 EF54
- 2016 EW54
- 2016 EY54
- 2016 EZ54
- 2016 EB55
- 2016 EG55
- 2016 EH55
- 2016 EJ55
- 2016 EK55
- 2016 EL55
- 2016 EN55
- 2016 EO55
- 2016 EP55
- 2016 ER55
- 2016 ET55
- 2016 EV55
- 2016 EW55
- 2016 EZ55
- 2016 EA56
- 2016 EC56
- 2016 EE56
- 2016 EF56
- 2016 EG56
- 2016 EJ56
- 2016 EK56
- 2016 EL56
- 2016 EN56
- 2016 EO56
- 2016 EP56
- 2016 ER56
- 2016 EZ56
- 2016 ED57
- 2016 EH57
- 2016 EJ57
- 2016 EL57
- 2016 EM57
- 2016 ET57
- 2016 EU57
- 2016 EB58
- 2016 EC58
- 2016 EH58
- 2016 EJ58
- 2016 EL58
- 2016 EM58
- 2016 EN58
- 2016 EO58
- 2016 EP58
- 2016 ET58
- 2016 EZ58
- 2016 ED59
- 2016 EE59
- 2016 EG59
- 2016 EJ59
- 2016 EP59
- 2016 EU59
- 2016 EV59
- 2016 EW59
- 2016 EX59
- 2016 EY59
- 2016 EH60
- 2016 EN60
- 2016 ES60
- 2016 EW60
- 2016 EZ60
- 2016 EC61
- 2016 EE61
- 2016 EM61
- 2016 EQ61
- 2016 ER61
- 2016 ED62
- 2016 EH62
- 2016 EN62
- 2016 EO62
- 2016 ET62
- 2016 EX62
- 2016 EL63
- 2016 EN63
- 2016 EQ63
- 2016 ER63
- 2016 ET63
- 2016 EU63
- 2016 EY63
- 2016 EZ63
- 2016 EA64
- 2016 EB64
- 2016 EF64
- 2016 EN64
- 2016 EO64
- 2016 EQ64
- 2016 EU64
- 2016 EW64
- 2016 EP65
- 2016 EB66
- 2016 EE66
- 2016 EG66
- 2016 EJ66
- 2016 EK66
- 2016 EP66
- 2016 EU66
- 2016 EW66
- 2016 EZ66
- 2016 EA67
- 2016 EC67
- 2016 ED67
- 2016 EF67
- 2016 EH67
- 2016 EL67
- 2016 EM67
- 2016 EP67
- 2016 ER67
- 2016 EU67
- 2016 EA68
- 2016 EB68
- 2016 EC68
- 2016 EF68
- 2016 EL68
- 2016 EO68
- 2016 EP68
- 2016 ET68
- 2016 EV68
- 2016 EW68
- 2016 EX68
- 2016 EY68
- 2016 EB69
- 2016 EG69
- 2016 EO69
- 2016 ER69
- 2016 EU69
- 2016 EY69
- 2016 EA70
- 2016 ED70
- 2016 EE70
- 2016 EO70
- 2016 EW70
- 2016 EZ70
- 2016 EE71
- 2016 EH71
- 2016 EC72
- 2016 EP72
- 2016 EQ72
- 2016 EB73
- 2016 ED73
- 2016 EE73
- 2016 EF73
- 2016 EF74
- 2016 EH74
- 2016 EJ74
- 2016 EY74
- 2016 EC75
- 2016 EE75
- 2016 EF75
- 2016 EH75
- 2016 EM75
- 2016 EO75
- 2016 EA76
- 2016 EB76
- 2016 EH76
- 2016 EJ76
- 2016 EK76
- 2016 EM76
- 2016 EN76
- 2016 EP76
- 2016 EQ76
- 2016 ER76
- 2016 ES76
- 2016 EL77
- 2016 EP77
- 2016 ER77
- 2016 EU77
- 2016 EV77
- 2016 EX77
- 2016 EA78
- 2016 EG78
- 2016 EX78
- 2016 EY78
- 2016 EZ78
- 2016 ER79
- 2016 EB80
- 2016 EU80
- 2016 EX80
- 2016 EE81
- 2016 EG81
- 2016 EM81
- 2016 EX81
- 2016 EB82
- 2016 EE82
- 2016 EJ82
- 2016 EV82
- 2016 EY82
- 2016 EK83
- 2016 EN83
- 2016 ET83
- 2016 EU83
- 2016 EG84
- 2016 EH84
- 2016 EJ84
- 2016 EK84
- 2016 EL84
- 2016 EM84
- 2016 EN84
- 2016 EO84
- 2016 EP84
- 2016 EQ84
- 2016 ES84
- 2016 ET84
- 2016 EU84
- 2016 EV84
- 2016 EW84
- 2016 EX84
- 2016 EZ84
- 2016 EA85
- 2016 EB85
- 2016 EC85
- 2016 ED85
- 2016 EE85
- 2016 EF85
- 2016 EG85
- 2016 EH85
- 2016 EJ85
- 2016 EK85
- 2016 EL85
- 2016 EN85
- 2016 EO85
- 2016 EP85
- 2016 EQ85
- 2016 ER85
- 2016 ES85
- 2016 ET85
- 2016 EU85
- 2016 EW85
- 2016 EZ85
- 2016 EB86
- 2016 EC86
- 2016 ED86
- 2016 EE86
- 2016 EF86
- 2016 EG86
- 2016 EH86
- 2016 EJ86
- 2016 EK86
- 2016 EL86
- 2016 EM86
- 2016 EN86
- 2016 EO86
- 2016 EP86
- 2016 EZ86
- 2016 ED87
- 2016 EM87
- 2016 EQ88
- 2016 ER88
- 2016 EU88
- 2016 EW88
- 2016 EC89
- 2016 EG89
- 2016 EM89
- 2016 ES89
- 2016 ET89
- 2016 EU89
- 2016 EV89
- 2016 EW89
- 2016 EX89
- 2016 EY89
- 2016 EZ89
- 2016 EA90
- 2016 EB90
- 2016 EF90
- 2016 EP90
- 2016 EQ90
- 2016 ER90
- 2016 EU90
- 2016 EV90
- 2016 EW90
- 2016 EZ90
- 2016 EA91
- 2016 EB91
- 2016 EC91
- 2016 ED91
- 2016 EE91
- 2016 EG91
- 2016 EJ91
- 2016 EK91
- 2016 EP91
- 2016 ET91
- 2016 EV91
- 2016 EW91
- 2016 EA92
- 2016 EG92
- 2016 EH92
- 2016 EU92
- 2016 EW92
- 2016 ED93
- 2016 EG93
- 2016 EH93
- 2016 EJ93
- 2016 EO93
- 2016 ES93
- 2016 ET93
- 2016 EV93
- 2016 EW93
- 2016 EX93
- 2016 EY93
- 2016 EA94
- 2016 EB94
- 2016 ED94
- 2016 EJ94
- 2016 EM94
- 2016 ES94
- 2016 EV94
- 2016 EY94
- 2016 EA95
- 2016 EG95
- 2016 EH95
- 2016 EN95
- 2016 EP95
- 2016 ES95
- 2016 EU95
- 2016 EW95
- 2016 EJ96
- 2016 EK96
- 2016 ER96
- 2016 EW96
- 2016 EX96
- 2016 EC97
- 2016 EH97
- 2016 EJ97
- 2016 EK97
- 2016 EO97
- 2016 EU97
- 2016 EW97
- 2016 ED98
- 2016 EJ98
- 2016 EM98
- 2016 EO98
- 2016 EP98
- 2016 ES98
- 2016 ET98
- 2016 EU98
- 2016 EX98
- 2016 EY98
- 2016 EZ98
- 2016 EB99
- 2016 EE99
- 2016 EK99
- 2016 EA100
- 2016 EB100
- 2016 EF100
- 2016 EG100
- 2016 EL100
- 2016 EN100
- 2016 ET100
- 2016 EV100
- 2016 EX100
- 2016 EA101
- 2016 EB101
- 2016 EE101
- 2016 EF101
- 2016 EL101
- 2016 EM101
- 2016 ES101
- 2016 EU101
- 2016 EW101
- 2016 EJ102
- 2016 EK102
- 2016 EM102
- 2016 EQ102
- 2016 ES102
- 2016 ET102
- 2016 EV102
- 2016 EW102
- 2016 EZ102
- 2016 ED103
- 2016 EG103
- 2016 EJ103
- 2016 EM103
- 2016 EN103
- 2016 EP103
- 2016 EQ103
- 2016 ER103
- 2016 EU103
- 2016 EY103
- 2016 EB104
- 2016 EC104
- 2016 EE104
- 2016 EH104
- 2016 EJ104
- 2016 EM104
- 2016 EN104
- 2016 EO104
- 2016 EP104
- 2016 ET104
- 2016 EU104
- 2016 EV104
- 2016 EY104
- 2016 EZ104
- 2016 EG105
- 2016 EJ105
- 2016 EP105
- 2016 ET105
- 2016 EW105
- 2016 EY105
- 2016 EA106
- 2016 EC106
- 2016 EF106
- 2016 EH106
- 2016 EM106
- 2016 EO106
- 2016 ES106
- 2016 EU106
- 2016 EW106
- 2016 EX106
- 2016 EZ106
- 2016 EA107
- 2016 EC107
- 2016 ED107
- 2016 EE107
- 2016 EF107
- 2016 EO107
- 2016 ER107
- 2016 EU107
- 2016 EX107
- 2016 EY107
- 2016 EB108
- 2016 EL108
- 2016 EP108
- 2016 EQ108
- 2016 EA109
- 2016 ED109
- 2016 EG109
- 2016 EF111
- 2016 EP111
- 2016 ET111
- 2016 EV111
- 2016 EW111
- 2016 EY111
- 2016 EE112
- 2016 EF112
- 2016 EN112
- 2016 EO112
- 2016 ES112
- 2016 ET112
- 2016 EX112
- 2016 EB113
- 2016 ED113
- 2016 EF113
- 2016 EJ113
- 2016 EM113
- 2016 ES113
- 2016 EB114
- 2016 EN114
- 2016 ET114
- 2016 EU114
- 2016 EY114
- 2016 EC115
- 2016 EF115
- 2016 EG115
- 2016 EN115
- 2016 EQ115
- 2016 EZ115
- 2016 EF116
- 2016 EH116
- 2016 EN116
- 2016 EU116
- 2016 EZ116
- 2016 EB117
- 2016 EF117
- 2016 EH117
- 2016 EK117
- 2016 EQ117
- 2016 EV117
- 2016 ED118
- 2016 EK118
- 2016 EP118
- 2016 EU118
- 2016 EV118
- 2016 ED119
- 2016 EL119
- 2016 ER119
- 2016 EW119
- 2016 EC120
- 2016 EG120
- 2016 EM120
- 2016 EN120
- 2016 EQ120
- 2016 EA121
- 2016 EB121
- 2016 EF121
- 2016 EH121
- 2016 EN121
- 2016 EU121
- 2016 EC122
- 2016 EN122
- 2016 EQ122
- 2016 EV122
- 2016 EW122
- 2016 EX122
- 2016 EJ123
- 2016 EK123
- 2016 ER123
- 2016 ES123
- 2016 ET123
- 2016 EZ123
- 2016 EL124
- 2016 ES124
- 2016 EW124
- 2016 EC125
- 2016 EG125
- 2016 EN125
- 2016 EP125
- 2016 ET125
- 2016 EV125
- 2016 EY125
- 2016 ED126
- 2016 EJ126
- 2016 EK126
- 2016 ER126
- 2016 EU126
- 2016 EB127
- 2016 EF127
- 2016 EO127
- 2016 ER127
- 2016 ES127
- 2016 EX127
- 2016 EA128
- 2016 EE128
- 2016 EF128
- 2016 EH128
- 2016 EJ128
- 2016 EV128
- 2016 EX128
- 2016 EZ128
- 2016 EA129
- 2016 EB129
- 2016 EH129
- 2016 EJ129
- 2016 EK129
- 2016 EL129
- 2016 EN129
- 2016 ET129
- 2016 EU129
- 2016 EV129
- 2016 EC130
- 2016 EK130
- 2016 EO130
- 2016 EU130
- 2016 EW130
- 2016 EY130
- 2016 EK131
- 2016 ER131
- 2016 EV131
- 2016 ED132
- 2016 EH132
- 2016 EM132
- 2016 EP132
- 2016 ER132
- 2016 ET132
- 2016 EU132
- 2016 EW132
- 2016 EF133
- 2016 EJ133
- 2016 EK133
- 2016 EP133
- 2016 EY133
- 2016 EZ133
- 2016 EE134
- 2016 EK134
- 2016 EL134
- 2016 EQ134
- 2016 EX134
- 2016 EZ134
- 2016 EC135
- 2016 EO135
- 2016 ER135
- 2016 ET135
- 2016 EY135
- 2016 EC136
- 2016 ED136
- 2016 EF136
- 2016 EN136
- 2016 EO136
- 2016 EB137
- 2016 EU137
- 2016 EC138
- 2016 EG138
- 2016 EO138
- 2016 EW138
- 2016 EZ138
- 2016 ED139
- 2016 EQ139
- 2016 ES139
- 2016 ED140
- 2016 EE140
- 2016 EF140
- 2016 EP140
- 2016 EM141
- 2016 EN141
- 2016 EP141
- 2016 EU141
- 2016 EV141
- 2016 EW141
- 2016 EY141
- 2016 EA142
- 2016 EB142
- 2016 EE142
- 2016 EN142
- 2016 ED143
- 2016 EE143
- 2016 EF143
- 2016 EH143
- 2016 EL143
- 2016 ES143
- 2016 EU143
- 2016 EV143
- 2016 EW143
- 2016 EZ143
- 2016 EY144
- 2016 EC145
- 2016 EC146
- 2016 EF146
- 2016 EZ146
- 2016 EJ147
- 2016 EU147
- 2016 EA148
- 2016 EK148
- 2016 EX148
- 2016 EY148
- 2016 EE149
- 2016 EL149
- 2016 EV149
- 2016 EL150
- 2016 ES151
- 2016 EX151
- 2016 EZ151
- 2016 EO152
- 2016 EP152
- 2016 EZ152
- 2016 ED153
- 2016 EF153
- 2016 EG153
- 2016 EH153
- 2016 EK153
- 2016 EL153
- 2016 EM153
- 2016 EO153
- 2016 EP153
- 2016 EQ153
- 2016 ES153
- 2016 EV153
- 2016 EX153
- 2016 EA154
- 2016 EE154
- 2016 EG154
- 2016 EH154
- 2016 EJ154
- 2016 EL154
- 2016 EP154
- 2016 ES154
- 2016 EV154
- 2016 EZ154
- 2016 EA155
- 2016 EB155
- 2016 EO155
- 2016 ER155
- 2016 ES155
- 2016 ET155
- 2016 EU155
- 2016 EW155
- 2016 EX155
- 2016 EY155
- 2016 EZ155
- 2016 EB156
- 2016 ED156
- 2016 EF156
- 2016 EG156
- 2016 EH156
- 2016 EJ156
- 2016 EK156
- 2016 EL156
- 2016 EM156
- 2016 EN156
- 2016 EO156
- 2016 EP156
- 2016 ER156
- 2016 ES156
- 2016 EV156
- 2016 EX156
- 2016 EY156
- 2016 EZ156
- 2016 EA157
- 2016 EB157
- 2016 EC157
- 2016 ED157
- 2016 EE157
- 2016 EF157
- 2016 EG157
- 2016 EH157
- 2016 EJ157
- 2016 EK157
- 2016 EL157
- 2016 EM157
- 2016 EN157
- 2016 EQ157
- 2016 ES157
- 2016 ET157
- 2016 EV157
- 2016 EW157
- 2016 EX157
- 2016 EY157
- 2016 EZ157
- 2016 EA158
- 2016 EB158
- 2016 EC158
- 2016 ED158
- 2016 EE158
- 2016 EF158
- 2016 EG158
- 2016 EH158
- 2016 EJ158
- 2016 EK158
- 2016 EL158
- 2016 EN158
- 2016 EP158
- 2016 EU158
- 2016 EV158
- 2016 EY158
- 2016 EC159
- 2016 EF159
- 2016 EG159
- 2016 EH159
- 2016 EK159
- 2016 EN159
- 2016 EO159
- 2016 ES159
- 2016 ET159
- 2016 EU159
- 2016 EX159
- 2016 EA160
- 2016 EB160
- 2016 EC160
- 2016 EO160
- 2016 EP160
- 2016 EU160
- 2016 EW160
- 2016 EY160
- 2016 EZ160
- 2016 EB161
- 2016 ED161
- 2016 EF161
- 2016 ES161
- 2016 EW161
- 2016 EX161
- 2016 EZ161
- 2016 EG162
- 2016 EK162
- 2016 EN162
- 2016 EP162
- 2016 ER162
- 2016 ET162
- 2016 EU162
- 2016 EW162
- 2016 EX162
- 2016 EZ162
- 2016 EP163
- 2016 EX163
- 2016 EC164
- 2016 EF164
- 2016 EH164
- 2016 EK164
- 2016 EL164
- 2016 ER164
- 2016 EU164
- 2016 EV164
- 2016 EZ164
- 2016 ED165
- 2016 EE165
- 2016 EL165
- 2016 EN165
- 2016 EQ165
- 2016 EV165
- 2016 EX165
- 2016 EA166
- 2016 EG166
- 2016 EP166
- 2016 ER166
- 2016 EY166
- 2016 EZ166
- 2016 EH167
- 2016 EJ167
- 2016 EL167
- 2016 EO167
- 2016 EP167
- 2016 EQ167
- 2016 EV167
- 2016 EX167
- 2016 EY167
- 2016 EZ167
- 2016 EA168
- 2016 EG168
- 2016 EP168
- 2016 EX168
- 2016 EY168
- 2016 ED169
- 2016 EF169
- 2016 EJ169
- 2016 EM169
- 2016 EO169
- 2016 EQ169
- 2016 ES169
- 2016 EU169
- 2016 EY169
- 2016 EA170
- 2016 EJ170
- 2016 EL170
- 2016 EW170
- 2016 EX170
- 2016 ED171
- 2016 EF171
- 2016 EJ171
- 2016 EP171
- 2016 ER171
- 2016 ET171
- 2016 EU171
- 2016 EW171
- 2016 EX171
- 2016 EY171
- 2016 EA172
- 2016 EE172
- 2016 EG172
- 2016 EU172
- 2016 EC173
- 2016 EG173
- 2016 ES173
- 2016 ET173
- 2016 EW173
- 2016 EX173
- 2016 EY173
- 2016 ED174
- 2016 EG174
- 2016 EH174
- 2016 EM174
- 2016 EO174
- 2016 ES174
- 2016 EW174
- 2016 EZ174
- 2016 EC175
- 2016 EE175
- 2016 EG175
- 2016 EJ175
- 2016 EN175
- 2016 EZ175
- 2016 EE176
- 2016 EK176
- 2016 EM176
- 2016 EN176
- 2016 EO176
- 2016 ET176
- 2016 EU176
- 2016 EV176
- 2016 EH177
- 2016 EJ177
- 2016 EK177
- 2016 EL177
- 2016 EP177
- 2016 ED178
- 2016 EF178
- 2016 EG178
- 2016 EH178
- 2016 EL178
- 2016 EM178
- 2016 EO178
- 2016 EP178
- 2016 EA179
- 2016 ER179
- 2016 EV179
- 2016 EW179
- 2016 EX179
- 2016 EY179
- 2016 EB180
- 2016 EE180
- 2016 EG180
- 2016 EJ180
- 2016 EK180
- 2016 EN180
- 2016 ET180
- 2016 EW180
- 2016 EY180
- 2016 EC181
- 2016 EK181
- 2016 ER181
- 2016 EB182
- 2016 EG182
- 2016 EK182
- 2016 EP182
- 2016 EQ182
- 2016 EW182
- 2016 EY182
- 2016 ED183
- 2016 EF183
- 2016 EG183
- 2016 EJ183
- 2016 EM183
- 2016 EO183
- 2016 EQ183
- 2016 EU183
- 2016 EV183
- 2016 EW183
- 2016 EX183
- 2016 EY183
- 2016 EG184
- 2016 EW184
- 2016 EB185
- 2016 EC185
- 2016 EF185
- 2016 EH185
- 2016 EP185
- 2016 ER185
- 2016 ET185
- 2016 EV185
- 2016 EB186
- 2016 EF186
- 2016 EH186
- 2016 EJ186
- 2016 EQ186
- 2016 EY186
- 2016 EZ186
- 2016 EC187
- 2016 EL187
- 2016 EM187
- 2016 EU187
- 2016 EV187
- 2016 EY187
- 2016 EJ188
- 2016 EN188
- 2016 ET188
- 2016 EY188
- 2016 EA189
- 2016 EB189
- 2016 EE189
- 2016 EG189
- 2016 EJ189
- 2016 EO189
- 2016 EP189
- 2016 ET189
- 2016 EY189
- 2016 ED190
- 2016 EE190
- 2016 EO190
- 2016 EP190
- 2016 ER190
- 2016 EU190
- 2016 EB191
- 2016 EC191
- 2016 EE191
- 2016 EL191
- 2016 ES191
- 2016 EB192
- 2016 ED192
- 2016 EG192
- 2016 EH192
- 2016 EL192
- 2016 ER192
- 2016 EW192
- 2016 EY192
- 2016 EA193
- 2016 EF193
- 2016 EJ193
- 2016 EN193
- 2016 EQ193
- 2016 ER193
- 2016 EU193
- 2016 EY193
- 2016 EB194
- 2016 EE194
- 2016 EK194
- 2016 EW194
- 2016 EA195
- 2016 EC195
- 2016 ED195
- 2016 EE195
- 2016 EF195
- 2016 EJ195
- 2016 ER195
- 2016 ES195
- 2016 EV195
- 2016 EW195
- 2016 EY195
- 2016 EZ195
- 2016 EB197
- 2016 ED197
- 2016 EG197
- 2016 EM197
- 2016 EN197
- 2016 EP197
- 2016 ES197
- 2016 EU197
- 2016 EF198
- 2016 EG198
- 2016 EN198
- 2016 ES198
- 2016 ED199
- 2016 EG199
- 2016 EH199
- 2016 ER199
- 2016 ES199
- 2016 EY199
- 2016 ET200
- 2016 EZ200
- 2016 EA201
- 2016 ED201
- 2016 EL201
- 2016 EO201
- 2016 EQ201
- 2016 EV201
- 2016 EW201
- 2016 EZ201
- 2016 EA202
- 2016 ED202
- 2016 EG202
- 2016 ET202
- 2016 EX202
- 2016 EH203
- 2016 EJ203
- 2016 EK203
- 2016 EM203
- 2016 EP203
- 2016 ER203
- 2016 EU203
- 2016 EV203
- 2016 EW203
- 2016 EZ203
- 2016 EC204
- 2016 ED204
- 2016 EE204
- 2016 EH204
- 2016 EL204
- 2016 EM204
- 2016 EO204
- 2016 EP204
- 2016 EQ204
- 2016 ES204
- 2016 EW204
- 2016 EX204
- 2016 ED205
- 2016 EE205
- 2016 EF205
- 2016 EG205
- 2016 EH205
- 2016 EJ205
- 2016 EK205
- 2016 EL205
- 2016 EM205
- 2016 EN205
- 2016 EO205
- 2016 EP205
- 2016 ES205
- 2016 ET205
- 2016 EU205
- 2016 EX205
- 2016 EY205
- 2016 EZ205
- 2016 EA206
- 2016 EB206
- 2016 EC206
- 2016 ED206
- 2016 EG206
- 2016 EH206
- 2016 EL206
- 2016 EM206
- 2016 EN206
- 2016 EO206
- 2016 EP206
- 2016 EQ206
- 2016 ER206
- 2016 ES206
- 2016 ET206
- 2016 EU206
- 2016 EV206
- 2016 EW206
- 2016 EX206
- 2016 EY206
- 2016 EA207
- 2016 EB207
- 2016 EC207
- 2016 ED207
- 2016 EE207
- 2016 EF207
- 2016 EG207
- 2016 EH207
- 2016 EK207
- 2016 EM207
- 2016 EO207
- 2016 ER207
- 2016 ET207
- 2016 EU207
- 2016 EW207
- 2016 EX207
- 2016 EZ207
- 2016 EB208
- 2016 EC208
- 2016 ED208
- 2016 EE208
- 2016 EF208
- 2016 EG208
- 2016 EJ208
- 2016 EK208
- 2016 EL208
- 2016 EM208
- 2016 EO208
- 2016 EQ208
- 2016 ES208
- 2016 EU208
- 2016 EV208
- 2016 EW208
- 2016 EY208
- 2016 EA209
- 2016 EB209
- 2016 ED209
- 2016 EE209
- 2016 EF209
- 2016 EH209
- 2016 EM209
- 2016 EQ209
- 2016 ER209
- 2016 ES209
- 2016 ET209
- 2016 EU209
- 2016 EW209
- 2016 EA210
- 2016 EB210
- 2016 EC210
- 2016 ED210
- 2016 EE210
- 2016 EH210
- 2016 EJ210
- 2016 EM210
- 2016 EN210
- 2016 EP210
- 2016 EQ210
- 2016 ER210
- 2016 ES210
- 2016 EV210
- 2016 EW210
- 2016 EZ210
- 2016 EA211
- 2016 EB211
- 2016 EC211
- 2016 ED211
- 2016 EE211
- 2016 EF211
- 2016 EJ211
- 2016 EK211
- 2016 EN211
- 2016 EO211
- 2016 EP211
- 2016 ER211
- 2016 ES211
- 2016 ET211
- 2016 EU211
- 2016 EW211
- 2016 EX211
- 2016 EY211
- 2016 EZ211
- 2016 EA212
- 2016 EB212
- 2016 EC212
- 2016 ED212
- 2016 EG212
- 2016 EJ212
- 2016 EK212
- 2016 EL212
- 2016 EM212
- 2016 EN212
- 2016 EP212
- 2016 EQ212
- 2016 ER212
- 2016 ET212
- 2016 EU212
- 2016 EV212
- 2016 EW212
- 2016 EX212
- 2016 EZ212
- 2016 EA213
- 2016 EB213
- 2016 ED213
- 2016 EH213
- 2016 EJ213
- 2016 EK213
- 2016 EL213
- 2016 EN213
- 2016 EO213
- 2016 EP213
- 2016 EQ213
- 2016 ER213
- 2016 ES213
- 2016 ET213
- 2016 EU213
- 2016 EW213
- 2016 EX213
- 2016 EY213
- 2016 EA214
- 2016 EC214
- 2016 ED214
- 2016 EE214
- 2016 EF214
- 2016 EG214
- 2016 EH214
- 2016 EJ214
- 2016 EK214
- 2016 EL214
- 2016 EM214
- 2016 EN214
- 2016 EO214
- 2016 EP214
- 2016 ER214
- 2016 ES214
- 2016 EU214
- 2016 EV214
- 2016 EW214
- 2016 EX214
- 2016 EY214
- 2016 EB215
- 2016 EC215
- 2016 ED215
- 2016 EE215
- 2016 EF215
- 2016 EG215
- 2016 EH215
- 2016 EL215
- 2016 EW215
- 2016 ED216
- 2016 EF216
- 2016 EG216
- 2016 EH216
- 2016 EK216
- 2016 EM216
- 2016 EO216
- 2016 ET216
- 2016 EY216
- 2016 EY217
- 2016 EC218
- 2016 EO218
- 2016 EP218
- 2016 EG219
- 2016 EH220
- 2016 EN220
- 2016 ES220
- 2016 EV220
- 2016 EF221
- 2016 EH221
- 2016 EN221
- 2016 EY221
- 2016 EB222
- 2016 EE222
- 2016 EF222
- 2016 EG222
- 2016 EM222
- 2016 EP222
- 2016 EB223
- 2016 EK223
- 2016 EL223
- 2016 EM223
- 2016 EZ223
- 2016 EC224
- 2016 EG224
- 2016 EL224
- 2016 EM224
- 2016 ER224
- 2016 EY224
- 2016 EB225
- 2016 EH225
- 2016 EQ225
- 2016 EZ225
- 2016 EC226
- 2016 EH226
- 2016 EW227
- 2016 EL229
- 2016 EM229
- 2016 EO229
- 2016 ER229
- 2016 EW229
- 2016 EZ229
- 2016 EF230
- 2016 EK230
- 2016 ET230
- 2016 EK231
- 2016 EN231
- 2016 EV231
- 2016 EZ231
- 2016 EA232
- 2016 EC232
- 2016 EN232
- 2016 EU232
- 2016 EW232
- 2016 EY233
- 2016 EA234
- 2016 EF234
- 2016 EJ234
- 2016 EU234
- 2016 EW234
- 2016 ES235
- 2016 EU235
- 2016 EQ236
- 2016 ES236
- 2016 EP237
- 2016 EF238
- 2016 EG238
- 2016 EM238
- 2016 ER238
- 2016 EV238
- 2016 EZ238
- 2016 EB239
- 2016 EC239
- 2016 EV239
- 2016 EY239
- 2016 EP240
- 2016 ET240
- 2016 EU240
- 2016 EW240
- 2016 ED241
- 2016 EE241
- 2016 EG241
- 2016 EJ241
- 2016 EK241
- 2016 EO241
- 2016 EP241
- 2016 ES241
- 2016 EU241
- 2016 EV241
- 2016 EW241
- 2016 EY241
- 2016 EZ241
- 2016 EF242
- 2016 ER242
- 2016 ES242
- 2016 ET242
- 2016 EV242
- 2016 EY242
- 2016 EZ242
- 2016 EC243
- 2016 EF243
- 2016 EH243
- 2016 EJ243
- 2016 EK243
- 2016 EM243
- 2016 EP243
- 2016 ER243
- 2016 EW243
- 2016 EX243
- 2016 EO244
- 2016 EQ244
- 2016 ES244
- 2016 EV245
- 2016 EZ245
- 2016 EC246
- 2016 EF246
- 2016 EM246
- 2016 ER246
- 2016 ES246
- 2016 EU246
- 2016 EW246
- 2016 EN247
- 2016 EP247
- 2016 EY247
- 2016 EA248
- 2016 EB248
- 2016 EC248
- 2016 EE248
- 2016 EG248
- 2016 ET248
- 2016 EH249
- 2016 EJ249
- 2016 EO249
- 2016 EB250
- 2016 EC250
- 2016 EG250
- 2016 EK250
- 2016 EL250
- 2016 EM250
- 2016 EO250
- 2016 ER250
- 2016 ES250
- 2016 EU250
- 2016 EX250
- 2016 EY250
- 2016 EC251
- 2016 ED251
- 2016 EE251
- 2016 EF251
- 2016 EG251
- 2016 EH251
- 2016 EJ251
- 2016 EL251
- 2016 EM251
- 2016 EP251
- 2016 EQ251
- 2016 ES251
- 2016 EU251
- 2016 EV251
- 2016 EW251
- 2016 EX251
- 2016 EY251
- 2016 EZ251
- 2016 EB252
- 2016 EC252
- 2016 ED252
- 2016 EF252
- 2016 EH252
- 2016 EJ252
- 2016 EM252
- 2016 EN252
- 2016 EP252
- 2016 EQ252
- 2016 ES252
- 2016 ET252
- 2016 EU252
- 2016 EW252
- 2016 EX252
- 2016 EY252
- 2016 EZ252
- 2016 EB253
- 2016 EC253
- 2016 ED253
- 2016 EF253
- 2016 EG253
- 2016 EH253
- 2016 EJ253
- 2016 EK253
- 2016 EL253
- 2016 EM253
- 2016 EN253
- 2016 EO253
- 2016 EP253
- 2016 ER253
- 2016 ES253
- 2016 ET253
- 2016 EU253
- 2016 EW253
- 2016 EX253
- 2016 EY253
- 2016 EZ253
- 2016 EA254
- 2016 EB254
- 2016 EC254
- 2016 EE254
- 2016 EF254
- 2016 EG254
- 2016 EH254
- 2016 EK254
- 2016 EL254
- 2016 EM254
- 2016 EN254
- 2016 EP254
- 2016 ER254
- 2016 ES254
- 2016 ET254
- 2016 EU254
- 2016 EV254
- 2016 EW254
- 2016 EX254
- 2016 EY254
- 2016 EZ254
- 2016 EA255
- 2016 EC255
- 2016 ED255
- 2016 EE255
- 2016 EF255
- 2016 EH255
- 2016 EJ255
- 2016 EK255
- 2016 EL255
- 2016 EM255
- 2016 EN255
- 2016 EO255
- 2016 EQ255
- 2016 ER255
- 2016 ES255
- 2016 ET255
- 2016 EV255
- 2016 EW255
- 2016 EX255
- 2016 EY255
- 2016 EZ255
- 2016 EA256
- 2016 EB256
- 2016 EC256
- 2016 ED256
- 2016 EE256
- 2016 EG256
- 2016 EH256
- 2016 EJ256
- 2016 EK256
- 2016 EL256
- 2016 EM256
- 2016 EO256
- 2016 EP256
- 2016 ES256
- 2016 ET256
- 2016 EU256
- 2016 EV256
- 2016 EW256
- 2016 EX256
- 2016 EY256
- 2016 EZ256
- 2016 EB257
- 2016 EC257
- 2016 ED257
- 2016 EE257
- 2016 EG257
- 2016 EH257
- 2016 EJ257
- 2016 EK257
- 2016 EM257
- 2016 EO257
- 2016 ET257
- 2016 EV257
- 2016 EW257
- 2016 EX257
- 2016 EY257
- 2016 EA258
- 2016 EB258
- 2016 EC258
- 2016 ED258
- 2016 EE258
- 2016 EF258
- 2016 EG258
- 2016 EH258
- 2016 EJ258
- 2016 EK258
- 2016 EM258
- 2016 EO258
- 2016 EP258
- 2016 EQ258
- 2016 ER258
- 2016 ET258
- 2016 EU258
- 2016 EV258
- 2016 EX258
- 2016 EZ258
- 2016 EA259
- 2016 EC259
- 2016 ED259
- 2016 EE259
- 2016 EF259
- 2016 EG259
- 2016 EH259
- 2016 EJ259
- 2016 EK259
- 2016 EL259
- 2016 EM259
- 2016 EN259
- 2016 EO259
- 2016 EP259
- 2016 EQ259
- 2016 ER259
- 2016 ES259
- 2016 ET259
- 2016 EU259
- 2016 EV259
- 2016 EW259
- 2016 EX259
- 2016 EY259
- 2016 EZ259
- 2016 EA260
- 2016 EB260
- 2016 EE260
- 2016 EF260
- 2016 EH260
- 2016 EJ260
- 2016 EK260
- 2016 EL260
- 2016 EM260
- 2016 EN260
- 2016 EO260
- 2016 EP260
- 2016 EQ260
- 2016 ER260
- 2016 ES260
- 2016 ET260
- 2016 EU260
- 2016 EV260
- 2016 EW260
- 2016 EZ260
- 2016 EA261
- 2016 EC261
- 2016 ED261
- 2016 EE261
- 2016 EF261
- 2016 EG261
- 2016 EH261
- 2016 EJ261
- 2016 EK261
- 2016 EL261
- 2016 EM261
- 2016 EN261
- 2016 EO261
- 2016 EP261
- 2016 EQ261
- 2016 ER261
- 2016 ES261
- 2016 EU261
- 2016 EV261
- 2016 EW261
- 2016 EX261
- 2016 EY261
- 2016 EZ261
- 2016 EA262
- 2016 EB262
- 2016 EC262
- 2016 ED262
- 2016 EE262
- 2016 EG262
- 2016 EH262
- 2016 EJ262
- 2016 EK262
- 2016 EL262
- 2016 EM262
- 2016 EO262
- 2016 EP262
- 2016 EQ262
- 2016 EZ262
- 2016 EA263
- 2016 EB263
- 2016 EE263
- 2016 EG263
- 2016 EH263
- 2016 EJ263
- 2016 EL263
- 2016 EM263
- 2016 EN263
- 2016 EP263
- 2016 ES263
- 2016 ET263
- 2016 EV263
- 2016 EW263
- 2016 EX263
- 2016 EY263
- 2016 EZ263
- 2016 EA264
- 2016 EC264
- 2016 EE264
- 2016 EG264
- 2016 EH264
- 2016 EK264
- 2016 EL264
- 2016 EM264
- 2016 EN264
- 2016 EO264
- 2016 EP264
- 2016 EQ264
- 2016 ER264
- 2016 ES264
- 2016 EU264
- 2016 EC265
- 2016 EN265
- 2016 EV265
- 2016 EA266
- 2016 EC266
- 2016 EQ266
- 2016 ES266
- 2016 ET266
- 2016 EV266
- 2016 EW266
- 2016 EX266
- 2016 EZ266
- 2016 EA267
- 2016 EC267
- 2016 EE267
- 2016 EF267
- 2016 EG267
- 2016 EH267
- 2016 EK267
- 2016 EL267
- 2016 EN267
- 2016 EO267
- 2016 EP267
- 2016 ER267
- 2016 ES267
- 2016 EW267
- 2016 EX267
- 2016 EZ267
- 2016 EA268
- 2016 EB268
- 2016 EF268
- 2016 EH268
- 2016 EJ268
- 2016 EK268
- 2016 EL268
- 2016 EM268
- 2016 EN268
- 2016 EO268
- 2016 EP268
- 2016 EQ268
- 2016 ER268
- 2016 EU268
- 2016 EW268
- 2016 EX268
- 2016 EF269
- 2016 EK269
- 2016 EL269
- 2016 EM269
- 2016 EN269
- 2016 EO269
- 2016 EP269
- 2016 EQ269
- 2016 ER269
- 2016 ES269
- 2016 ET269
- 2016 EU269
- 2016 EV269
- 2016 EW269
- 2016 EX269
- 2016 EY269
- 2016 EA270
- 2016 EB270
- 2016 EC270
- 2016 ED270
- 2016 EE270
- 2016 EF270
- 2016 EG270
- 2016 EH270
- 2016 EJ270
- 2016 EK270
- 2016 EL270
- 2016 EM270
- 2016 EN270
- 2016 EO270
- 2016 EP270
- 2016 EQ270
- 2016 ES270
- 2016 EU270
- 2016 EV270
- 2016 EW270
- 2016 EX270
- 2016 EY270
- 2016 EZ270
- 2016 EA271
- 2016 EB271
- 2016 EC271
- 2016 ED271
- 2016 EE271
- 2016 EF271
- 2016 EH271
- 2016 EK271
- 2016 EL271
- 2016 EM271
- 2016 EN271
- 2016 EO271
- 2016 EP271
- 2016 EQ271
- 2016 ER271
- 2016 ES271
- 2016 ET271
- 2016 EU271
- 2016 EW271
- 2016 EX271
- 2016 EZ271
- 2016 EA272
- 2016 EB272
- 2016 EC272
- 2016 EE272
- 2016 EF272
- 2016 EH272
- 2016 EJ272
- 2016 EK272
- 2016 EM272
- 2016 EN272
- 2016 EO272
- 2016 EP272
- 2016 EQ272
- 2016 ER272
- 2016 ES272
- 2016 ET272
- 2016 EU272
- 2016 EY272
- 2016 EB273
- 2016 EC273
- 2016 ED273
- 2016 EE273
- 2016 EF273
- 2016 EG273
- 2016 EH273
- 2016 EJ273
- 2016 EK273
- 2016 EL273
- 2016 EM273
- 2016 EN273
- 2016 EO273
- 2016 EP273
- 2016 EQ273
- 2016 ER273
- 2016 ES273
- 2016 ET273
- 2016 EU273
- 2016 EV273
- 2016 EW273
- 2016 EX273
- 2016 EY273
- 2016 EA274
- 2016 EB274
- 2016 EC274
- 2016 ED274
- 2016 EE274
- 2016 EF274
- 2016 EH274
- 2016 EJ274
- 2016 EK274
- 2016 EL274
- 2016 EM274
- 2016 EO274
- 2016 EQ274
- 2016 ER274
- 2016 EZ274
- 2016 EA275
- 2016 ED275
- 2016 EF275
- 2016 EH275
- 2016 EJ275
- 2016 EM275
- 2016 EN275
- 2016 EP275
- 2016 ES275
- 2016 ET275
- 2016 EV275
- 2016 EW275
- 2016 EA276
- 2016 EC276
- 2016 ED276
- 2016 EF276
- 2016 EJ276
- 2016 EM276
- 2016 EN276
- 2016 EO276
- 2016 EP276
- 2016 EQ276
- 2016 ES276
- 2016 ET276
- 2016 EU276
- 2016 EV276
- 2016 EW276
- 2016 EZ276
- 2016 EA277
- 2016 EC277
- 2016 ED277
- 2016 EE277
- 2016 EF277
- 2016 EG277
- 2016 EH277
- 2016 EJ277
- 2016 EK277
- 2016 EL277
- 2016 EM277
- 2016 EP277
- 2016 EQ277
- 2016 ER277
- 2016 ES277
- 2016 ET277
- 2016 EU277
- 2016 EV277
- 2016 EW277
- 2016 EX277
- 2016 EZ277
- 2016 EA278
- 2016 EB278
- 2016 EC278
- 2016 ED278
- 2016 EE278
- 2016 EF278
- 2016 EG278
- 2016 EH278
- 2016 EJ278
- 2016 EK278
- 2016 EL278
- 2016 EM278
- 2016 EN278
- 2016 EO278
- 2016 EP278
- 2016 EQ278
- 2016 ER278
- 2016 ES278
- 2016 ET278
- 2016 EU278
- 2016 EV278
- 2016 EW278
- 2016 EX278
- 2016 EY278
- 2016 EZ278
- 2016 EB279
- 2016 EC279
- 2016 EE279
- 2016 EF279
- 2016 EG279
- 2016 EH279
- 2016 EK279
- 2016 EL279
- 2016 EM279
- 2016 EN279
- 2016 EP279
- 2016 EQ279
- 2016 ER279
- 2016 ES279
- 2016 EY279
- 2016 EA280
- 2016 EB280
- 2016 EC280
- 2016 ED280
- 2016 EE280
- 2016 EF280
- 2016 EG280
- 2016 EH280
- 2016 EJ280
- 2016 EK280
- 2016 EL280
- 2016 EM280
- 2016 EN280
- 2016 EO280
- 2016 EP280
- 2016 EQ280
- 2016 ER280
- 2016 ES280
- 2016 ET280
- 2016 EU280
- 2016 EV280
- 2016 EW280
- 2016 EX280
- 2016 EY280
- 2016 EZ280
- 2016 EA281
- 2016 EB281
- 2016 EE281
- 2016 EF281
- 2016 EL281
- 2016 EO281
- 2016 EQ281
- 2016 ER281
- 2016 ES281
- 2016 EU281
- 2016 EV281
- 2016 EW281
- 2016 EX281
- 2016 EY281
- 2016 EA282
- 2016 EB282
- 2016 EC282
- 2016 ED282
- 2016 EE282
- 2016 EF282
- 2016 EG282
- 2016 EJ282
- 2016 EK282
- 2016 EL282
- 2016 EM282
- 2016 EN282
- 2016 EO282
- 2016 ES282
- 2016 EU282
- 2016 EV282
- 2016 EY282
- 2016 EZ282
- 2016 EB283
- 2016 ED283
- 2016 EF283
- 2016 EG283
- 2016 EH283
- 2016 EJ283
- 2016 EO283
- 2016 EP283
- 2016 ES283
- 2016 ET283
- 2016 EV283
- 2016 EW283
- 2016 EX283
- 2016 EY283
- 2016 EZ283
- 2016 EA284
- 2016 EB284
- 2016 EC284
- 2016 ED284
- 2016 EE284
- 2016 EG284
- 2016 EH284
- 2016 EJ284
- 2016 EK284
- 2016 EM284
- 2016 EN284
- 2016 EO284
- 2016 EP284
- 2016 EQ284
- 2016 ER284
- 2016 ES284
- 2016 ET284
- 2016 EU284
- 2016 EW284
- 2016 EX284
- 2016 EY284
- 2016 EA285
- 2016 EB285
- 2016 EE285
- 2016 EF285
- 2016 EG285
- 2016 EH285
- 2016 EJ285
- 2016 EK285
- 2016 EL285
- 2016 EM285
- 2016 EN285
- 2016 EO285
- 2016 EQ285
- 2016 ER285
- 2016 ES285
- 2016 ET285
- 2016 EU285
- 2016 EV285
- 2016 EW285
- 2016 EX285
- 2016 EY285
- 2016 EZ285
- 2016 EA286
- 2016 EB286
- 2016 EC286
- 2016 ED286
- 2016 EE286
- 2016 EF286
- 2016 EG286
- 2016 EH286
- 2016 EJ286
- 2016 EK286
- 2016 EL286
- 2016 EM286
- 2016 EN286
- 2016 EO286
- 2016 EP286
- 2016 EQ286
- 2016 ER286
- 2016 ES286
- 2016 ET286
- 2016 EU286
- 2016 EV286
- 2016 EW286
- 2016 EX286
- 2016 EY286
- 2016 EA287
- 2016 EB287
- 2016 EC287
- 2016 ED287
- 2016 EE287
- 2016 EF287
- 2016 EG287
- 2016 EH287
- 2016 EJ287
- 2016 EK287
- 2016 EL287
- 2016 EM287
- 2016 EO287
- 2016 ER287
- 2016 EU287
- 2016 EV287
- 2016 EW287
- 2016 EX287
- 2016 EY287
- 2016 EA288
- 2016 EB288
- 2016 EC288
- 2016 ED288
- 2016 EG288
- 2016 EH288
- 2016 EJ288
- 2016 EK288
- 2016 EL288
- 2016 EM288
- 2016 EN288
- 2016 EO288
- 2016 EQ288
- 2016 ES288
- 2016 ET288
- 2016 EU288
- 2016 EV288
- 2016 EW288
- 2016 EY288
- 2016 EZ288
- 2016 EA289
- 2016 EB289
- 2016 EC289
- 2016 ED289
- 2016 EE289
- 2016 EF289
- 2016 EG289
- 2016 EJ289
- 2016 EK289
- 2016 EL289
- 2016 EM289
- 2016 EN289
- 2016 EO289
- 2016 EP289
- 2016 EQ289
- 2016 ER289
- 2016 ES289
- 2016 ET289
- 2016 EV289
- 2016 EY289
- 2016 EZ289
- 2016 EA290
- 2016 EB290
- 2016 EC290
- 2016 ED290
- 2016 EE290
- 2016 EF290
- 2016 EG290
- 2016 EH290
- 2016 EJ290
- 2016 EK290
- 2016 EL290
- 2016 EM290
- 2016 EN290
- 2016 EO290
- 2016 EP290
- 2016 EQ290
- 2016 ER290
- 2016 ES290
- 2016 EW290
- 2016 EX290
- 2016 EY290
- 2016 EZ290
- 2016 EA291
- 2016 EB291
- 2016 EC291
- 2016 ED291
- 2016 EE291
- 2016 EF291
- 2016 EG291
- 2016 EH291
- 2016 EJ291
- 2016 EL291
- 2016 EM291
- 2016 EN291
- 2016 EO291
- 2016 EP291
- 2016 EQ291
- 2016 EU291
- 2016 EX291
- 2016 EY291
- 2016 EB292
- 2016 EC292
- 2016 EE292
- 2016 EJ292
- 2016 EL292
- 2016 EM292
- 2016 EO292
- 2016 ER292
- 2016 ES292
- 2016 ET292
- 2016 EU292
- 2016 EX292
- 2016 EY292
- 2016 EZ292
- 2016 EA293
- 2016 EB293
- 2016 ED293
- 2016 EE293
- 2016 EF293
- 2016 EG293
- 2016 EH293
- 2016 EK293
- 2016 EL293
- 2016 EM293
- 2016 EP293
- 2016 ER293
- 2016 ES293
- 2016 EV293
- 2016 EW293
- 2016 EX293
- 2016 EY293
- 2016 EZ293
- 2016 EA294
- 2016 EB294
- 2016 EC294
- 2016 ED294
- 2016 EG294
- 2016 EJ294
- 2016 EK294
- 2016 EL294
- 2016 EM294
- 2016 EQ294
- 2016 ER294
- 2016 ET294
- 2016 EV294
- 2016 EW294
- 2016 EX294
- 2016 EA295
- 2016 EC295
- 2016 ED295
- 2016 EE295
- 2016 EF295
- 2016 EG295
- 2016 EH295
- 2016 EJ295
- 2016 EK295
- 2016 EL295
- 2016 EM295
- 2016 EN295
- 2016 EO295
- 2016 EP295
- 2016 ES295
- 2016 ET295
- 2016 EV295
- 2016 EW295
- 2016 EY295
- 2016 EZ295
- 2016 EB296
- 2016 EJ296
- 2016 EK296
- 2016 EO296
- 2016 EQ296
- 2016 ER296
- 2016 ET296
- 2016 EU296
- 2016 EV296
- 2016 EW296
- 2016 EY296
- 2016 EZ296
- 2016 EA297
- 2016 EB297
- 2016 EC297
- 2016 ED297
- 2016 EE297
- 2016 EF297
- 2016 EG297
- 2016 EH297
- 2016 EJ297
- 2016 EK297
- 2016 EL297
- 2016 EM297
- 2016 EN297
- 2016 EQ297
- 2016 ER297
- 2016 ES297
- 2016 ET297
- 2016 EU297
- 2016 EW297
- 2016 EX297
- 2016 EY297
- 2016 EZ297
- 2016 EA298
- 2016 EB298
- 2016 EC298
- 2016 EE298
- 2016 EG298
- 2016 EH298
- 2016 EK298
- 2016 EL298
- 2016 EM298
- 2016 EN298
- 2016 EO298
- 2016 EP298
- 2016 EQ298
- 2016 ER298
- 2016 ES298
- 2016 ET298
- 2016 EU298
- 2016 EV298
- 2016 EW298
- 2016 EX298
- 2016 EY298
- 2016 EZ298
- 2016 EA299
- 2016 EB299
- 2016 EC299
- 2016 ED299
- 2016 EE299
- 2016 EF299
- 2016 EG299
- 2016 EH299
- 2016 EJ299
- 2016 EM299
- 2016 EO299
- 2016 EP299
- 2016 EQ299
- 2016 ET299
- 2016 EU299
- 2016 EV299
- 2016 EW299
- 2016 EX299
- 2016 EB300
- 2016 EC300
- 2016 EE300
- 2016 EF300
- 2016 EG300
- 2016 EJ300
- 2016 EO300
- 2016 ER300
- 2016 ET300
- 2016 EV300
- 2016 EW300
- 2016 EX300
- 2016 EY300
- 2016 EB301
- 2016 EH301
- 2016 EK301
- 2016 EM301
- 2016 EN301
- 2016 EO301
- 2016 EP301
- 2016 EQ301
- 2016 ER301
- 2016 ET301
- 2016 EV301
- 2016 EY301
- 2016 EZ301
- 2016 EA302
- 2016 EB302
- 2016 EC302
- 2016 ED302
- 2016 EE302
- 2016 EF302
- 2016 EG302
- 2016 EH302
- 2016 EJ302
- 2016 EL302
- 2016 EM302
- 2016 EO302
- 2016 EP302
- 2016 ER302
- 2016 ES302
- 2016 ET302
- 2016 EU302
- 2016 EV302
- 2016 EW302
- 2016 EZ302
- 2016 EA303
- 2016 EC303
- 2016 EH303
- 2016 EJ303
- 2016 EK303
- 2016 EM303
- 2016 EN303
- 2016 EO303
- 2016 EP303
- 2016 EQ303
- 2016 ER303
- 2016 ES303
- 2016 ET303
- 2016 EV303
- 2016 EW303
- 2016 EX303
- 2016 EZ303
- 2016 EA304
- 2016 EB304
- 2016 EC304
- 2016 ED304
- 2016 EE304
- 2016 EF304
- 2016 EG304
- 2016 EK304
- 2016 EL304
- 2016 EM304
- 2016 EP304
- 2016 EQ304
- 2016 ER304
- 2016 ES304
- 2016 ET304
- 2016 EU304
- 2016 EV304
- 2016 EY304
- 2016 EZ304
- 2016 EB305
- 2016 EC305
- 2016 ED305
- 2016 EE305
- 2016 EG305
- 2016 EH305
- 2016 EJ305
- 2016 EK305
- 2016 EL305
- 2016 EM305
- 2016 EN305
- 2016 EO305
- 2016 EP305
- 2016 EQ305
- 2016 ER305
- 2016 ES305
- 2016 ET305
- 2016 EV305
- 2016 EX305
- 2016 EZ305
- 2016 EB306
- 2016 EE306
- 2016 EF306
- 2016 EG306
- 2016 EH306
- 2016 EJ306
- 2016 EK306
- 2016 EM306
- 2016 EN306
- 2016 EO306
- 2016 EP306
- 2016 EQ306
- 2016 ER306
- 2016 ES306
- 2016 ET306
- 2016 EU306
- 2016 EW306
- 2016 EX306
- 2016 EY306
- 2016 EZ306
- 2016 EA307
- 2016 EB307
- 2016 EC307
- 2016 EE307
- 2016 EF307
- 2016 EG307
- 2016 EH307
- 2016 EJ307
- 2016 EK307
- 2016 EM307
- 2016 EN307
- 2016 EO307
- 2016 EQ307
- 2016 ER307
- 2016 ES307
- 2016 ET307
- 2016 EU307
- 2016 EV307
- 2016 EW307
- 2016 EX307
- 2016 EY307
- 2016 EZ307
- 2016 EA308
- 2016 EB308
- 2016 EC308
- 2016 ED308
- 2016 EE308
- 2016 EF308
- 2016 EG308
- 2016 EH308
- 2016 EJ308
- 2016 EK308
- 2016 EL308
- 2016 EM308
- 2016 EN308
- 2016 EO308
- 2016 EP308
- 2016 EQ308
- 2016 ER308
- 2016 ES308
- 2016 ET308
- 2016 EU308
- 2016 EV308
- 2016 EW308
- 2016 EX308
- 2016 EY308
- 2016 EZ308
- 2016 EA309
- 2016 EB309
- 2016 ED309
- 2016 EL309
- 2016 EP309
- 2016 ET309
- 2016 EU309
- 2016 EX309
- 2016 EY309
- 2016 EA310
- 2016 EB310
- 2016 EC310
- 2016 ED310
- 2016 EE310
- 2016 EF310
- 2016 EG310
- 2016 EH310
- 2016 EK310
- 2016 EL310
- 2016 EN310
- 2016 EP310
- 2016 EQ310
- 2016 ER310
- 2016 ES310
- 2016 EV310
- 2016 EW310
- 2016 EX310
- 2016 EY310
- 2016 EZ310
- 2016 EA311
- 2016 EB311
- 2016 EC311
- 2016 ED311
- 2016 EE311
- 2016 EF311
- 2016 EG311
- 2016 EH311
- 2016 EJ311
- 2016 EK311
- 2016 EL311
- 2016 EM311
- 2016 ER311
- 2016 ES311
- 2016 ET311
- 2016 EU311
- 2016 EV311
- 2016 EW311
- 2016 EX311
- 2016 EY311
- 2016 EC312
- 2016 ED312
- 2016 EE312
- 2016 EF312
- 2016 EG312
- 2016 EL312
- 2016 EM312
- 2016 EN312
- 2016 EO312
- 2016 EP312
- 2016 EQ312
- 2016 ES312
- 2016 ET312
- 2016 EA313
- 2016 EB313
- 2016 EC313
- 2016 ED313
- 2016 EE313
- 2016 EF313
- 2016 EG313
- 2016 EH313
- 2016 EJ313
- 2016 EK313
- 2016 EL313
- 2016 EN313
- 2016 EP313
- 2016 EQ313
- 2016 ER313
- 2016 ES313
- 2016 EU313
- 2016 EV313
- 2016 EX313
- 2016 EY313
- 2016 EZ313
- 2016 EA314
- 2016 EC314
- 2016 EF314
- 2016 EG314
- 2016 EL314
- 2016 EO314
- 2016 EP314
- 2016 ER314
- 2016 ET314
- 2016 EV314
- 2016 EW314
- 2016 EX314
- 2016 EY314
- 2016 EZ314
- 2016 EA315
- 2016 EB315
- 2016 ED315
- 2016 EE315
- 2016 EF315
- 2016 EG315
- 2016 EH315
- 2016 EJ315
- 2016 EK315
- 2016 EL315
- 2016 EM315
- 2016 EP315
- 2016 EQ315
- 2016 ER315
- 2016 ES315
- 2016 ET315
- 2016 EU315
- 2016 EV315
- 2016 EX315
- 2016 EY315
- 2016 EA316
- 2016 EC316
- 2016 EE316
- 2016 EF316
- 2016 EG316
- 2016 EH316
- 2016 EJ316
- 2016 EN316
- 2016 EO316
- 2016 EP316
- 2016 EQ316
- 2016 ET316
- 2016 EU316
- 2016 EX316
- 2016 EY316
- 2016 EA317
- 2016 EB317
- 2016 EE317
- 2016 EF317
- 2016 EJ317
- 2016 EL317
- 2016 EM317
- 2016 EN317
- 2016 EO317
- 2016 EQ317
- 2016 ER317
- 2016 ES317
- 2016 ET317
- 2016 EU317
- 2016 EV317
- 2016 EX317
- 2016 EY317
- 2016 EZ317
- 2016 EA318
- 2016 EB318
- 2016 EC318
- 2016 ED318
- 2016 EE318
- 2016 EF318
- 2016 EG318
- 2016 EH318
- 2016 EJ318
- 2016 EK318
- 2016 EL318
- 2016 EM318
- 2016 EN318
- 2016 EO318
- 2016 EP318
- 2016 EQ318
- 2016 ER318
- 2016 ES318
- 2016 ET318
- 2016 EU318
- 2016 EV318
- 2016 EW318
- 2016 EX318
- 2016 EY318
- 2016 EZ318
- 2016 EC319
- 2016 EH319
- 2016 EK319
- 2016 EL319
- 2016 EM319
- 2016 EO319
- 2016 EP319
- 2016 EQ319
- 2016 ER319
- 2016 ES319
- 2016 EU319
- 2016 EV319
- 2016 EX319
- 2016 EY319
- 2016 EZ319
- 2016 EA320
- 2016 EB320
- 2016 ED320
- 2016 EE320
- 2016 EF320
- 2016 EG320
- 2016 EH320
- 2016 EK320
- 2016 EL320
- 2016 EM320
- 2016 EN320
- 2016 EP320
- 2016 EQ320
- 2016 ER320
- 2016 ES320
- 2016 ET320
- 2016 EU320
- 2016 EV320
- 2016 EW320
- 2016 EX320
- 2016 EY320
- 2016 EZ320
- 2016 EA321
- 2016 EB321
- 2016 EC321
- 2016 ED321
- 2016 EE321
- 2016 EF321
- 2016 EG321
- 2016 EH321
- 2016 EJ321
- 2016 EL321
- 2016 EM321
- 2016 EO321
- 2016 EQ321
- 2016 ER321
- 2016 ET321
- 2016 EU321
- 2016 EV321
- 2016 EW321
- 2016 EX321
- 2016 EY321
- 2016 EZ321
- 2016 EA322
- 2016 EB322
- 2016 EC322
- 2016 EE322
- 2016 EF322
- 2016 EG322
- 2016 EH322
- 2016 EJ322
- 2016 EK322
- 2016 EL322
- 2016 EM322
- 2016 EN322
- 2016 EO322
- 2016 EP322
- 2016 EQ322
- 2016 ER322
- 2016 ES322
- 2016 ET322
- 2016 EU322
- 2016 EV322
- 2016 EW322
- 2016 EX322
- 2016 EY322
- 2016 EZ322
- 2016 EA323
- 2016 EC323
- 2016 ED323
- 2016 EE323
- 2016 EF323
- 2016 EG323
- 2016 EH323
- 2016 EJ323
- 2016 EK323
- 2016 EL323
- 2016 EM323
- 2016 EN323
- 2016 EO323
- 2016 EP323
- 2016 EQ323
- 2016 ER323
- 2016 ES323
- 2016 ET323
- 2016 EU323
- 2016 EV323
- 2016 EW323
- 2016 EX323
- 2016 EY323
- 2016 EZ323
- 2016 EA324
- 2016 EC324
- 2016 EE324
- 2016 EF324
- 2016 EG324
- 2016 EH324
- 2016 EJ324
- 2016 EK324
- 2016 EL324
- 2016 EM324
- 2016 EN324
- 2016 EO324
- 2016 ER324
- 2016 ES324
- 2016 ET324
- 2016 EU324
- 2016 EV324
- 2016 EW324
- 2016 EX324
- 2016 EY324
- 2016 EZ324
- 2016 EA325
- 2016 EB325
- 2016 EC325
- 2016 ED325
- 2016 EE325
- 2016 EF325
- 2016 EG325
- 2016 EH325
- 2016 EJ325
- 2016 EK325
- 2016 EL325
- 2016 EM325
- 2016 EN325
- 2016 EO325
- 2016 EP325
- 2016 EQ325
- 2016 ER325
- 2016 ES325
- 2016 ET325
- 2016 EU325
- 2016 EV325
- 2016 EW325
- 2016 EX325
- 2016 EY325
- 2016 EZ325
- 2016 EA326
- 2016 EB326
- 2016 EC326
- 2016 ED326
- 2016 EE326
- 2016 EF326
- 2016 EG326
- 2016 EH326
- 2016 EJ326
- 2016 EK326
- 2016 EL326
- 2016 EM326
- 2016 EN326
- 2016 EO326
- 2016 EP326
- 2016 EQ326
- 2016 ER326
- 2016 ES326
- 2016 ET326
- 2016 EU326
- 2016 EV326
- 2016 EW326
- 2016 EX326
- 2016 EY326
- 2016 EZ326
- 2016 EA327
- 2016 EB327
- 2016 EC327
- 2016 ED327
- 2016 EE327
- 2016 EF327
- 2016 EG327
- 2016 EH327
- 2016 EJ327
- 2016 EK327
- 2016 EL327
- 2016 EM327
- 2016 EN327
- 2016 EO327
- 2016 EP327
- 2016 EQ327
- 2016 ER327
- 2016 ES327
- 2016 ET327
- 2016 EU327
- 2016 EV327
- 2016 EW327
- 2016 EX327
- 2016 EY327
- 2016 EZ327
- 2016 EA328
- 2016 EB328
- 2016 EC328
- 2016 ED328
- 2016 EE328
- 2016 EF328
- 2016 EG328
- 2016 EH328
- 2016 EJ328
- 2016 EK328
- 2016 EL328
- 2016 EM328
- 2016 EN328
- 2016 EO328
- 2016 EP328
- 2016 EQ328
- 2016 ER328
- 2016 ES328
- 2016 ET328
- 2016 EU328
- 2016 EV328
- 2016 EW328
- 2016 EX328
- 2016 EY328
- 2016 EZ328
- 2016 EA329
- 2016 EB329
- 2016 EC329
- 2016 ED329
- 2016 EE329
- 2016 EF329
- 2016 EH329
- 2016 EJ329
- 2016 EK329
- 2016 EL329
- 2016 EM329
- 2016 EN329
- 2016 EO329
- 2016 EP329
- 2016 EQ329
- 2016 ER329
- 2016 ES329
- 2016 ET329
- 2016 EU329
- 2016 EV329
- 2016 EW329
- 2016 EX329
- 2016 EY329
- 2016 EZ329
- 2016 EA330
- 2016 EB330
- 2016 EC330
- 2016 ED330
- 2016 EE330
- 2016 EF330
- 2016 EG330
- 2016 EH330
- 2016 EJ330
- 2016 EK330
- 2016 EL330
- 2016 EM330
- 2016 EN330
- 2016 EO330
- 2016 EP330
- 2016 EQ330
- 2016 ER330
- 2016 ES330
- 2016 ET330
- 2016 EU330
- 2016 EV330
- 2016 EW330
- 2016 EX330
- 2016 EY330
- 2016 EZ330
- 2016 EA331
- 2016 EB331
- 2016 EC331
- 2016 ED331
- 2016 EE331
- 2016 EF331
- 2016 EG331
- 2016 EH331
- 2016 EJ331
- 2016 EK331
- 2016 EL331
- 2016 EM331
- 2016 EN331
- 2016 EO331
- 2016 EP331
- 2016 EQ331
- 2016 ER331
- 2016 ES331
- 2016 ET331
- 2016 EU331
- 2016 EV331
- 2016 EW331
- 2016 EX331
- 2016 EY331
- 2016 EZ331
- 2016 EA332
- 2016 EB332
- 2016 EC332
- 2016 ED332
- 2016 EE332
- 2016 EF332
- 2016 EG332
- 2016 EH332
- 2016 EJ332
- 2016 EK332
- 2016 EL332
- 2016 EM332
- 2016 EN332
- 2016 EO332
- 2016 EP332
- 2016 EQ332
- 2016 ER332
- 2016 ES332
- 2016 ET332
- 2016 EU332
- 2016 EV332
- 2016 EW332
- 2016 EX332
- 2016 EY332
- 2016 EZ332
- 2016 EA333
- 2016 EB333
- 2016 EC333
- 2016 ED333
- 2016 EE333
- 2016 EF333
- 2016 EG333
- 2016 EH333
- 2016 EJ333
- 2016 EK333
- 2016 EL333
- 2016 EM333
- 2016 EN333
- 2016 EO333
- 2016 EP333
- 2016 EQ333
- 2016 ER333
- 2016 ES333
- 2016 ET333
- 2016 EU333
- 2016 EV333
- 2016 EW333
- 2016 EX333
- 2016 EY333
- 2016 EZ333
- 2016 EB334
- 2016 EC334
- 2016 ED334
- 2016 EE334
- 2016 EF334
- 2016 EG334
- 2016 EH334
- 2016 EK334
- 2016 EL334
- 2016 EM334
- 2016 EO334
- 2016 EP334
- 2016 EQ334
- 2016 ET334
- 2016 EU334
- 2016 EV334
- 2016 EW334
- 2016 EX334
- 2016 EY334
- 2016 EZ334
- 2016 EA335
- 2016 EG335
- 2016 EH335
- 2016 EJ335
- 2016 EK335
- 2016 EL335
- 2016 EN335
- 2016 EO335
- 2016 EP335
- 2016 EQ335
- 2016 ER335
- 2016 ES335
- 2016 ET335
- 2016 EU335
- 2016 EV335
- 2016 EW335
- 2016 EX335
- 2016 EY335
- 2016 EZ335
- 2016 EA336
- 2016 EB336
- 2016 EC336
- 2016 ED336
- 2016 EE336
- 2016 EF336
- 2016 EG336
- 2016 EH336
- 2016 EK336
- 2016 EM336
- 2016 EN336
- 2016 EO336
- 2016 EP336
- 2016 EQ336
- 2016 ER336
- 2016 EU336
- 2016 EW336
- 2016 EX336
- 2016 EY336
- 2016 EZ336
- 2016 EA337
- 2016 EB337
- 2016 ED337
- 2016 EE337
- 2016 EF337
- 2016 EG337
- 2016 EJ337
- 2016 EL337
- 2016 EM337
- 2016 EN337
- 2016 EO337
- 2016 EP337
- 2016 EQ337
- 2016 ER337
- 2016 ES337
- 2016 ET337
- 2016 EU337
- 2016 EV337
- 2016 EW337
- 2016 EX337
- 2016 EY337
- 2016 EZ337
- 2016 EA338
- 2016 EB338
- 2016 EC338
- 2016 ED338
- 2016 EE338
- 2016 EF338
- 2016 EG338
- 2016 EH338
- 2016 EJ338
- 2016 EK338
- 2016 EL338
- 2016 EM338
- 2016 EN338
- 2016 EO338
- 2016 EP338
- 2016 EQ338
- 2016 ER338
- 2016 ES338
- 2016 ET338
- 2016 EU338
- 2016 EV338
- 2016 EW338
- 2016 EX338
- 2016 EY338
- 2016 EZ338
- 2016 EA339
- 2016 EB339
- 2016 EC339
- 2016 ED339
- 2016 EE339
- 2016 EF339
- 2016 EG339
- 2016 EH339
- 2016 EJ339
- 2016 EK339
- 2016 EL339
- 2016 EM339
- 2016 EN339
- 2016 EO339
- 2016 EQ339
- 2016 ER339
- 2016 ES339
- 2016 ET339
- 2016 EV339
- 2016 EW339
- 2016 EX339
- 2016 EY339
- 2016 EZ339
- 2016 EA340
- 2016 EB340
- 2016 EC340
- 2016 ED340
- 2016 EE340
- 2016 EF340
- 2016 EG340
- 2016 EH340
- 2016 EJ340
- 2016 EK340
- 2016 EL340
- 2016 EM340
- 2016 EO340
- 2016 EP340
- 2016 EQ340
- 2016 ER340
- 2016 ES340
- 2016 ET340
- 2016 EU340
- 2016 EV340
- 2016 EW340
- 2016 EX340
- 2016 EY340
- 2016 EZ340
- 2016 EA341
- 2016 EB341
- 2016 EC341
- 2016 ED341
- 2016 EE341
- 2016 EF341
- 2016 EG341
- 2016 EH341
- 2016 EJ341
- 2016 EK341
- 2016 EL341
- 2016 EM341
- 2016 EO341
- 2016 EP341
- 2016 EQ341
- 2016 ER341
- 2016 ES341
- 2016 EV341
- 2016 EW341
- 2016 EX341
- 2016 EY341
- 2016 EZ341
- 2016 EB342
- 2016 EC342
- 2016 ED342
- 2016 EE342
- 2016 EF342
- 2016 EG342
- 2016 EH342
- 2016 EJ342
- 2016 EK342
- 2016 EL342
- 2016 EM342
- 2016 EN342
- 2016 EO342
- 2016 EP342
- 2016 ER342
- 2016 ES342
- 2016 ET342
- 2016 EU342
- 2016 EV342
- 2016 EX342
- 2016 EY342
- 2016 EZ342
- 2016 EB343
- 2016 EC343
- 2016 ED343
- 2016 EE343
- 2016 EF343
- 2016 EG343
- 2016 EH343
- 2016 EJ343
- 2016 EK343
- 2016 EL343
- 2016 EM343
- 2016 EN343
- 2016 EO343
- 2016 EP343
- 2016 EQ343
- 2016 ER343
- 2016 ES343
- 2016 ET343
- 2016 EU343
- 2016 EV343
- 2016 EW343
- 2016 EX343
- 2016 EY343
- 2016 EZ343
- 2016 EA344
- 2016 EB344
- 2016 EC344
- 2016 EE344
- 2016 EF344
- 2016 EG344
- 2016 EH344
- 2016 EJ344
- 2016 EK344
- 2016 EL344
- 2016 EM344
- 2016 EN344
- 2016 EP344
- 2016 EQ344
- 2016 ER344
- 2016 ES344
- 2016 ET344
- 2016 EU344
- 2016 EV344
- 2016 EX344
- 2016 EY344
- 2016 EZ344
- 2016 EA345
- 2016 EB345
- 2016 EC345
- 2016 ED345
- 2016 EE345
- 2016 EF345
- 2016 EG345
- 2016 EH345
- 2016 EJ345
- 2016 EK345
- 2016 EM345
- 2016 EN345
- 2016 EO345
- 2016 EP345
- 2016 EQ345
- 2016 ER345
- 2016 ES345
- 2016 ET345
- 2016 EU345
- 2016 EV345
- 2016 EX345
- 2016 EY345
- 2016 EZ345
- 2016 EA346
- 2016 EB346
- 2016 EC346
- 2016 ED346
- 2016 EE346
- 2016 EF346
- 2016 EG346
- 2016 EH346
- 2016 EJ346
- 2016 EK346
- 2016 EL346
- 2016 EM346
- 2016 EN346
- 2016 EO346
- 2016 EP346
- 2016 EQ346
- 2016 ER346
- 2016 ES346
- 2016 ET346
- 2016 EU346
- 2016 EV346
- 2016 EW346
- 2016 EX346
- 2016 EY346
- 2016 EZ346
- 2016 EA347
- 2016 EB347
- 2016 EC347
- 2016 EE347
- 2016 EF347
- 2016 EG347
- 2016 EH347
- 2016 EJ347
- 2016 EK347
- 2016 EL347
- 2016 EM347
- 2016 EN347
- 2016 EO347
- 2016 EP347
- 2016 EQ347
- 2016 ER347
- 2016 ES347
- 2016 ET347
- 2016 EU347
- 2016 EV347
- 2016 EX347
- 2016 EY347
- 2016 EZ347
- 2016 EA348
- 2016 EB348
- 2016 EC348
- 2016 ED348
- 2016 EE348
- 2016 EF348
- 2016 EG348
- 2016 EH348
- 2016 EJ348
- 2016 EK348
- 2016 EM348
- 2016 EN348
- 2016 EO348
- 2016 EP348
- 2016 EQ348
- 2016 ER348
- 2016 ES348
- 2016 ET348
- 2016 EU348
- 2016 EW348
- 2016 EX348
- 2016 EY348
- 2016 EZ348
- 2016 EB349
- 2016 EC349
- 2016 ED349
- 2016 EE349
- 2016 EF349
- 2016 EG349
- 2016 EH349
- 2016 EJ349
- 2016 EK349
- 2016 EL349
- 2016 EM349
- 2016 EN349
- 2016 EO349
- 2016 EP349
- 2016 EQ349
- 2016 ER349
- 2016 ES349
- 2016 ET349
- 2016 EU349
- 2016 EV349
- 2016 EW349
- 2016 EX349
- 2016 EY349
- 2016 EZ349
- 2016 EA350
- 2016 EB350
- 2016 EC350
- 2016 ED350
- 2016 EE350
- 2016 EF350
- 2016 EG350
- 2016 EH350
- 2016 EJ350
- 2016 EK350
- 2016 EL350
- 2016 EM350
- 2016 EN350
- 2016 EO350
- 2016 EP350
- 2016 EQ350
- 2016 ER350
- 2016 ES350
- 2016 ET350
- 2016 EU350
- 2016 EV350
- 2016 EW350
- 2016 EX350
- 2016 EY350
- 2016 EZ350
- 2016 EA351
- 2016 EB351
- 2016 EC351
- 2016 ED351
- 2016 EE351
- 2016 EF351
- 2016 EG351
- 2016 EH351
- 2016 EJ351
- 2016 EK351
- 2016 EL351
- 2016 EM351
- 2016 EN351
- 2016 EO351
- 2016 EP351
- 2016 EQ351
- 2016 ER351
- 2016 ET351
- 2016 EU351
- 2016 EV351
- 2016 EW351
- 2016 EY351
- 2016 EZ351
- 2016 EA352
- 2016 EB352
- 2016 EC352
- 2016 ED352
- 2016 EE352
- 2016 EF352
- 2016 EG352
- 2016 EJ352
- 2016 EK352
- 2016 EL352
- 2016 EM352
- 2016 EN352
- 2016 EO352
- 2016 EQ352
- 2016 ES352
- 2016 ET352
- 2016 EU352
- 2016 EV352
- 2016 EW352
- 2016 EX352
- 2016 EY352
- 2016 EZ352
- 2016 EB353
- 2016 EC353
- 2016 ED353
- 2016 EE353
- 2016 EF353
- 2016 EG353
- 2016 EJ353
- 2016 EK353
- 2016 EL353
- 2016 EM353
- 2016 EN353
- 2016 EO353
- 2016 EP353
- 2016 EQ353
- 2016 ET353
- 2016 EU353
- 2016 EV353
- 2016 EX353
- 2016 EY353
- 2016 EA354
- 2016 EB354
- 2016 EC354
- 2016 ED354
- 2016 EE354
- 2016 EF354
- 2016 EG354
- 2016 EH354
- 2016 EJ354
- 2016 EK354
- 2016 EM354
- 2016 EN354
- 2016 EO354
- 2016 EP354
- 2016 ER354
- 2016 ES354
- 2016 EU354
- 2016 EW354
- 2016 EX354
- 2016 EY354
- 2016 EZ354
- 2016 EA355
- 2016 EB355
- 2016 EC355
- 2016 ED355
- 2016 EE355
- 2016 EF355
- 2016 EG355
- 2016 EJ355
- 2016 EK355
- 2016 EL355
- 2016 EN355
- 2016 EO355
- 2016 EQ355
- 2016 ER355
- 2016 ES355
- 2016 ET355
- 2016 EV355
- 2016 EW355
- 2016 EX355
- 2016 EZ355
- 2016 EA356
- 2016 EB356
- 2016 EE356
- 2016 EF356
- 2016 EG356
- 2016 EH356
- 2016 EJ356
- 2016 EK356
- 2016 EL356
- 2016 EM356
- 2016 EO356
- 2016 EP356
- 2016 EQ356
- 2016 ER356
- 2016 ES356
- 2016 ET356
- 2016 EU356
- 2016 EV356
- 2016 EW356
- 2016 EX356
- 2016 EY356
- 2016 EZ356
- 2016 EA357
- 2016 EB357
- 2016 EC357
- 2016 ED357
- 2016 EE357
- 2016 EF357
- 2016 EG357
- 2016 EH357
- 2016 EJ357
- 2016 EK357
- 2016 EL357
- 2016 EM357
- 2016 EN357
- 2016 EO357
- 2016 EP357
- 2016 ES357
- 2016 ET357
- 2016 EU357
- 2016 EV357
- 2016 EX357
- 2016 EY357
- 2016 EA358
- 2016 EB358
- 2016 EC358
- 2016 ED358
- 2016 EE358
- 2016 EF358
- 2016 EG358
- 2016 EH358
- 2016 EJ358
- 2016 EK358
- 2016 EM358
- 2016 EN358
- 2016 EO358
- 2016 EP358
- 2016 EQ358
- 2016 ER358
- 2016 ES358
- 2016 ET358
- 2016 EU358
- 2016 EV358
- 2016 EW358
- 2016 EX358
- 2016 EY358
- 2016 EZ358
- 2016 EA359
- 2016 EB359
- 2016 EC359
- 2016 ED359
- 2016 EE359
- 2016 EF359
- 2016 EG359
- 2016 EH359
- 2016 EJ359
- 2016 EK359
- 2016 EM359
- 2016 EN359
- 2016 EO359
- 2016 EP359
- 2016 EQ359
- 2016 ER359
- 2016 ET359
- 2016 EU359
- 2016 EV359
- 2016 EW359
- 2016 EX359
- 2016 EY359
- 2016 EZ359
- 2016 EA360
- 2016 EB360
- 2016 EC360
- 2016 ED360
- 2016 EF360
- 2016 EG360
- 2016 EH360
- 2016 EJ360
- 2016 EK360
- 2016 EL360
- 2016 EM360
- 2016 EN360
- 2016 EO360
- 2016 EP360
- 2016 EQ360
- 2016 ER360
- 2016 ES360
- 2016 ET360
- 2016 EU360
- 2016 EV360
- 2016 EW360
- 2016 EX360
- 2016 EY360
- 2016 EZ360
- 2016 EA361
- 2016 EB361
- 2016 EC361
- 2016 ED361
- 2016 EE361
- 2016 EF361
- 2016 EG361
- 2016 EH361
- 2016 EJ361
- 2016 EK361
- 2016 EL361
- 2016 EM361
- 2016 EN361
- 2016 EO361
- 2016 EQ361
- 2016 ER361
- 2016 ES361
- 2016 ET361
- 2016 EU361
- 2016 EW361
- 2016 EX361
- 2016 EY361
- 2016 EA362
- 2016 EB362
- 2016 EC362
- 2016 ED362
- 2016 EE362
- 2016 EF362
- 2016 EG362
- 2016 EH362
- 2016 EJ362
- 2016 EK362
- 2016 EL362
- 2016 EQ362
- 2016 ER362
- 2016 ES362
- 2016 ET362
- 2016 EU362
- 2016 EW362
- 2016 EZ362
- 2016 EA363
- 2016 EB363
- 2016 EC363
- 2016 ED363
- 2016 EE363
- 2016 EF363
- 2016 EG363
- 2016 EH363
- 2016 EJ363
- 2016 EK363
- 2016 EL363
- 2016 EM363
- 2016 EN363
- 2016 EO363
- 2016 EP363
- 2016 ER363
- 2016 ES363
- 2016 ET363
- 2016 EU363
- 2016 EV363
- 2016 EW363
- 2016 EX363
- 2016 EY363
- 2016 EZ363
- 2016 EA364
- 2016 EB364
- 2016 EC364
- 2016 ED364
- 2016 EE364
- 2016 EF364
- 2016 EG364
- 2016 EH364
- 2016 EJ364
- 2016 EK364
- 2016 EL364
- 2016 EM364
- 2016 EN364
- 2016 EO364
- 2016 EP364
- 2016 EQ364
- 2016 ER364
- 2016 ES364
- 2016 ET364
- 2016 EU364
- 2016 EV364
- 2016 EW364
- 2016 EX364
- 2016 EY364
- 2016 EZ364
- 2016 EA365
- 2016 EB365
- 2016 EC365
- 2016 ED365
- 2016 EE365
- 2016 EF365
- 2016 EG365
- 2016 EH365
- 2016 EJ365
- 2016 EK365
- 2016 EL365
- 2016 EM365
- 2016 EN365
- 2016 EO365
- 2016 EP365
- 2016 EQ365
- 2016 ER365
- 2016 ES365
- 2016 ET365
- 2016 EU365
- 2016 EV365
- 2016 EW365
- 2016 EX365
- 2016 EY365
- 2016 EZ365
- 2016 EA366
- 2016 EB366
- 2016 EC366
- 2016 ED366
- 2016 EE366
- 2016 EF366
- 2016 EG366
- 2016 EH366
- 2016 EJ366
- 2016 EK366
- 2016 EL366
- 2016 EM366
- 2016 EN366
- 2016 EO366
- 2016 EP366
- 2016 EQ366
- 2016 ER366
- 2016 ES366
- 2016 ET366
- 2016 EU366
- 2016 EV366
- 2016 EW366
- 2016 EX366
- 2016 EY366
- 2016 EZ366
- 2016 EA367
- 2016 EB367
- 2016 ED367
- 2016 EE367
- 2016 EF367
- 2016 EG367
- 2016 EH367
- 2016 EJ367
- 2016 EK367
- 2016 EL367
- 2016 EN367
- 2016 EO367
- 2016 EP367
- 2016 EQ367
- 2016 ES367
- 2016 ET367
- 2016 EU367
- 2016 EV367
- 2016 EW367
- 2016 EX367
- 2016 EA368
- 2016 EB368
- 2016 EC368
- 2016 ED368
- 2016 EE368
- 2016 EF368
- 2016 EJ368
- 2016 EL368
- 2016 EM368
- 2016 EN368
- 2016 EO368
- 2016 EP368
- 2016 EQ368
- 2016 ER368
- 2016 ES368
- 2016 ET368
- 2016 EU368
- 2016 EV368
- 2016 EW368
- 2016 EX368
- 2016 EY368
- 2016 EZ368
- 2016 EA369
- 2016 EB369
- 2016 EC369
- 2016 ED369
- 2016 EE369
- 2016 EF369
- 2016 EG369
- 2016 EH369
- 2016 EJ369
- 2016 EK369
- 2016 EL369
- 2016 EM369
- 2016 EO369
- 2016 EP369
- 2016 EQ369
- 2016 ER369
- 2016 ES369
- 2016 ET369
- 2016 EU369
- 2016 EV369
- 2016 EW369
- 2016 EX369
- 2016 EY369
- 2016 EZ369
- 2016 EA370
- 2016 EB370
- 2016 EC370
- 2016 ED370
- 2016 EE370
- 2016 EF370
- 2016 EH370
- 2016 EK370
- 2016 EL370
- 2016 EM370
- 2016 EN370
- 2016 EO370
- 2016 EP370
- 2016 EQ370
- 2016 ES370
- 2016 ET370
- 2016 EU370
- 2016 EV370
- 2016 EW370
- 2016 EX370
- 2016 EY370
- 2016 EZ370
- 2016 EA371
- 2016 EB371
- 2016 EC371
- 2016 ED371
- 2016 EE371
- 2016 EF371
- 2016 EG371
- 2016 EH371
- 2016 EJ371
- 2016 EK371
- 2016 EL371
- 2016 EM371
- 2016 EN371
- 2016 EO371
- 2016 EP371
- 2016 EQ371
- 2016 ER371
- 2016 ET371
- 2016 EU371
- 2016 EW371
- 2016 EX371
- 2016 EY371
- 2016 EZ371
- 2016 EA372
- 2016 EB372
- 2016 EC372
- 2016 ED372
- 2016 EF372
- 2016 EG372
- 2016 EH372
- 2016 EJ372
- 2016 EK372
- 2016 EL372
- 2016 EM372
- 2016 EN372
- 2016 EO372
- 2016 EP372
- 2016 EQ372
- 2016 ER372
- 2016 ES372
- 2016 ET372
- 2016 EU372
- 2016 EV372
- 2016 EW372
- 2016 EX372
- 2016 EY372
- 2016 EZ372
- 2016 EA373
- 2016 EB373
- 2016 EC373
- 2016 ED373
- 2016 EE373
- 2016 EG373
- 2016 EH373
- 2016 EJ373
- 2016 EK373
- 2016 EL373
- 2016 EM373
- 2016 EN373
- 2016 EO373
- 2016 EP373
- 2016 EQ373
- 2016 ER373
- 2016 ES373
- 2016 ET373
- 2016 EU373
- 2016 EV373
- 2016 EW373
- 2016 EX373
- 2016 EY373
- 2016 EZ373
- 2016 EA374
- 2016 EB374
- 2016 EC374
- 2016 ED374
- 2016 EE374
- 2016 EF374
- 2016 EG374
- 2016 EH374
- 2016 EJ374
- 2016 EK374
- 2016 EL374
- 2016 EN374
- 2016 EO374
- 2016 EP374
- 2016 EQ374
- 2016 ER374
- 2016 ES374
- 2016 ET374
- 2016 EU374
- 2016 EV374
- 2016 EW374
- 2016 EX374
- 2016 EY374
- 2016 EZ374
- 2016 EA375
- 2016 EB375
- 2016 EC375
- 2016 ED375
- 2016 EE375
- 2016 EF375
- 2016 EG375
- 2016 EH375
- 2016 EJ375
- 2016 EK375
- 2016 EL375
- 2016 EM375
- 2016 EN375
- 2016 EO375
- 2016 EP375
- 2016 EQ375
- 2016 ER375
- 2016 ES375
- 2016 ET375
- 2016 EU375
- 2016 EV375
- 2016 EW375
- 2016 EX375
- 2016 EY375
- 2016 EZ375
- 2016 EA376
- 2016 EB376
- 2016 EC376
- 2016 ED376
- 2016 EE376
- 2016 EF376
- 2016 EG376
- 2016 EH376
- 2016 EJ376
- 2016 EK376
- 2016 EL376
- 2016 EM376
- 2016 EN376
- 2016 EP376
- 2016 ER376
- 2016 ES376
- 2016 ET376
- 2016 EU376
- 2016 EV376
- 2016 EW376
- 2016 EX376
- 2016 EY376
- 2016 EZ376
- 2016 EA377
- 2016 EB377
- 2016 EC377
- 2016 EE377
- 2016 EF377
- 2016 EG377
- 2016 EH377
- 2016 EJ377
- 2016 EK377
- 2016 EL377
- 2016 EM377
- 2016 EN377
- 2016 EO377
- 2016 EP377
- 2016 EQ377
- 2016 ER377
- 2016 ES377
- 2016 EU377
- 2016 EV377
- 2016 EW377
- 2016 EX377
- 2016 EY377
- 2016 EZ377
- 2016 EA378
- 2016 EB378
- 2016 ED378
- 2016 EE378
- 2016 EF378
- 2016 EG378
- 2016 EJ378
- 2016 EK378
- 2016 EL378
- 2016 EN378
- 2016 EO378
- 2016 EP378
- 2016 EQ378
- 2016 ET378
- 2016 EU378
- 2016 EV378
- 2016 EW378
- 2016 EX378
- 2016 EY378
- 2016 EA379
- 2016 EB379
- 2016 EE379
- 2016 EF379
- 2016 EG379
- 2016 EH379
- 2016 EJ379
- 2016 EK379
- 2016 EL379
- 2016 EM379
- 2016 EN379
- 2016 EO379
- 2016 EP379
- 2016 EQ379
- 2016 ER379
- 2016 ES379
- 2016 ET379
- 2016 EU379
- 2016 EV379
- 2016 EW379
- 2016 EX379
- 2016 EY379
- 2016 EZ379
- 2016 EA380
- 2016 EB380
- 2016 EC380
- 2016 ED380
- 2016 EE380
- 2016 EF380
- 2016 EG380
- 2016 EH380
- 2016 EJ380
- 2016 EK380
- 2016 EL380
- 2016 EM380
- 2016 EN380
- 2016 EO380
- 2016 EP380
- 2016 EQ380
- 2016 ER380
- 2016 ES380
- 2016 ET380
- 2016 EU380
- 2016 EV380
- 2016 EW380
- 2016 EX380
- 2016 EY380
- 2016 EZ380
- 2016 EA381
- 2016 EB381
- 2016 EC381
- 2016 ED381
- 2016 EE381
- 2016 EF381
- 2016 EG381
- 2016 EH381
- 2016 EJ381
- 2016 EK381
- 2016 EL381
- 2016 EM381
- 2016 EN381
- 2016 EO381
- 2016 EP381
- 2016 EQ381
- 2016 ER381
- 2016 ES381
- 2016 ET381
- 2016 EU381
- 2016 EV381
- 2016 EW381
- 2016 EX381
- 2016 EY381
- 2016 EZ381
- 2016 EA382
- 2016 EB382
- 2016 EC382
- 2016 ED382
- 2016 EE382
- 2016 EF382
- 2016 EG382
- 2016 EH382
- 2016 EJ382
- 2016 EK382
- 2016 EL382
- 2016 EM382
- 2016 EN382
- 2016 EO382
- 2016 EP382
- 2016 EQ382
- 2016 ER382
- 2016 ES382
- 2016 ET382
- 2016 EU382
- 2016 EV382
- 2016 EW382
- 2016 EX382
- 2016 EY382
- 2016 EZ382
- 2016 EA383
- 2016 EB383
- 2016 EC383
- 2016 ED383
- 2016 EE383
- 2016 EF383
- 2016 EG383
- 2016 EH383
- 2016 EJ383
- 2016 EK383
- 2016 EL383
- 2016 EM383
- 2016 EO383
- 2016 EP383
- 2016 EQ383
- 2016 ER383
- 2016 ES383
- 2016 ET383
- 2016 EU383
- 2016 EV383
- 2016 EW383
- 2016 EX383
- 2016 EY383
- 2016 EZ383
- 2016 EA384
- 2016 EB384
- 2016 EC384
- 2016 ED384
- 2016 EE384
- 2016 EF384
- 2016 EH384
- 2016 EJ384
- 2016 EK384
- 2016 EL384
- 2016 EN384
- 2016 EO384
- 2016 EP384
- 2016 EQ384
- 2016 ER384
- 2016 ES384
- 2016 ET384
- 2016 EU384
- 2016 EV384
- 2016 EX384
- 2016 EY384
- 2016 EZ384
- 2016 EA385
- 2016 EB385
- 2016 EC385
- 2016 ED385
- 2016 EE385
- 2016 EF385
- 2016 EG385
- 2016 EH385
- 2016 EJ385
- 2016 EK385
- 2016 EL385
- 2016 EM385
- 2016 EN385
- 2016 EO385
- 2016 EP385
- 2016 EQ385
- 2016 ER385
- 2016 ES385
- 2016 ET385
- 2016 EU385
- 2016 EV385
- 2016 EW385
- 2016 EX385
- 2016 EY385
- 2016 EZ385
- 2016 EA386
- 2016 EB386
- 2016 EC386
- 2016 ED386
- 2016 EE386
- 2016 EF386
- 2016 EH386
- 2016 EJ386
- 2016 EK386
- 2016 EL386
- 2016 EM386
- 2016 EN386
- 2016 EO386
- 2016 EP386
- 2016 EQ386
- 2016 ER386
- 2016 ES386
- 2016 ET386
- 2016 EU386
- 2016 EV386
- 2016 EW386
- 2016 EX386
- 2016 EY386
- 2016 EZ386
- 2016 EA387
- 2016 EB387
- 2016 EC387
- 2016 ED387
- 2016 EE387
- 2016 EF387
- 2016 EG387
- 2016 EH387
- 2016 EJ387
- 2016 EK387
- 2016 EL387
- 2016 EM387
- 2016 EN387
- 2016 EO387
- 2016 EP387
- 2016 EQ387
- 2016 ER387
- 2016 ES387
- 2016 ET387
- 2016 EU387
- 2016 EW387
- 2016 EX387
- 2016 EY387
- 2016 EZ387
- 2016 EA388
- 2016 EB388
- 2016 EC388
- 2016 ED388
- 2016 EE388
- 2016 EF388
- 2016 EG388
- 2016 EH388
- 2016 EJ388
- 2016 EK388
- 2016 EL388
- 2016 EM388
- 2016 EN388
- 2016 EO388
- 2016 EP388
- 2016 EQ388
- 2016 ER388
- 2016 ES388
- 2016 ET388
- 2016 EU388
- 2016 EV388
- 2016 EW388
- 2016 EX388
- 2016 EY388
- 2016 EZ388
- 2016 EA389
- 2016 EB389
- 2016 EC389
- 2016 ED389
- 2016 EE389
- 2016 EF389
- 2016 EG389
- 2016 EH389
- 2016 EJ389
- 2016 EK389
- 2016 EL389
- 2016 EM389
- 2016 EN389
- 2016 EO389
- 2016 EP389
- 2016 EQ389
- 2016 ER389
- 2016 ES389
- 2016 ET389
- 2016 EX389
- 2016 EY389
- 2016 EZ389
- 2016 EA390
- 2016 EB390
- 2016 EC390
- 2016 ED390
- 2016 EE390
- 2016 EF390
- 2016 EH390
- 2016 EJ390
- 2016 EL390
- 2016 EM390
- 2016 EN390
- 2016 EO390
- 2016 EP390
- 2016 EQ390
- 2016 ER390
- 2016 ES390
- 2016 ET390
- 2016 EU390
- 2016 EV390
- 2016 EW390
- 2016 EX390
- 2016 EY390
- 2016 EZ390
- 2016 EA391
- 2016 EB391
- 2016 EC391
- 2016 ED391
- 2016 EE391
- 2016 EF391
- 2016 EG391
- 2016 EH391
- 2016 EJ391
- 2016 EK391
- 2016 EL391
- 2016 EM391
- 2016 EN391
- 2016 EO391
- 2016 EP391
- 2016 EQ391
- 2016 ER391
- 2016 ES391
- 2016 ET391
- 2016 EU391
- 2016 EV391
- 2016 EW391
- 2016 EX391
- 2016 EY391
- 2016 EZ391
- 2016 EA392
- 2016 EB392
- 2016 EC392
- 2016 ED392
- 2016 EE392
- 2016 EG392
- 2016 EH392
- 2016 EJ392
- 2016 EL392
- 2016 EM392
- 2016 EN392
- 2016 EP392
- 2016 EQ392
- 2016 ER392
- 2016 ES392
- 2016 ET392
- 2016 EU392
- 2016 EV392
- 2016 EW392
- 2016 EX392
- 2016 EY392
- 2016 EZ392
- 2016 EA393
- 2016 EB393
- 2016 EC393
- 2016 ED393
- 2016 EE393
- 2016 EG393
- 2016 EH393
- 2016 EJ393
- 2016 EK393
- 2016 EL393
- 2016 EM393
- 2016 EN393
- 2016 EO393
- 2016 EP393
- 2016 EQ393
- 2016 ER393
- 2016 ES393
- 2016 ET393
- 2016 EU393
- 2016 EV393
- 2016 EW393
- 2016 EX393
- 2016 EY393
- 2016 EZ393
- 2016 EA394
- 2016 EB394
- 2016 EC394
- 2016 ED394
- 2016 EE394
- 2016 EF394
- 2016 EG394
- 2016 EH394
- 2016 EJ394
- 2016 EK394
- 2016 EL394
- 2016 EM394
- 2016 EN394
- 2016 EO394
- 2016 EP394
- 2016 ER394
- 2016 ES394
- 2016 ET394
- 2016 EU394
- 2016 EV394
- 2016 EW394
- 2016 EX394
- 2016 EY394
- 2016 EZ394
- 2016 EA395
- 2016 EB395
- 2016 EC395
- 2016 ED395
- 2016 EE395
- 2016 EF395
- 2016 EG395
- 2016 EH395
- 2016 EJ395
- 2016 EK395
- 2016 EL395
- 2016 EM395
- 2016 EN395
- 2016 EO395
- 2016 EP395
- 2016 EQ395
- 2016 ER395
- 2016 ES395
- 2016 ET395
- 2016 EU395
- 2016 EV395
- 2016 EW395
- 2016 EX395
- 2016 EY395
- 2016 EZ395
- 2016 EA396
- 2016 EB396
- 2016 EC396
- 2016 ED396
- 2016 EE396
- 2016 EF396
- 2016 EG396
- 2016 EJ396
- 2016 EK396
- 2016 EL396
- 2016 EM396
- 2016 EN396
- 2016 EO396
- 2016 EP396
- 2016 EQ396
- 2016 ER396
- 2016 ES396
- 2016 ET396
- 2016 EV396
- 2016 EX396
- 2016 EY396
- 2016 EA397
- 2016 EB397
- 2016 EC397
- 2016 ED397
- 2016 EE397
- 2016 EF397
- 2016 EG397
- 2016 EH397
- 2016 EJ397
- 2016 EK397
- 2016 EL397
- 2016 EM397
- 2016 EN397
- 2016 EQ397
- 2016 ES397
- 2016 ET397
- 2016 EU397
- 2016 EV397
- 2016 EW397
- 2016 EX397
- 2016 EY397
- 2016 EZ397
- 2016 EB398
- 2016 EC398
- 2016 ED398
- 2016 EE398
- 2016 EF398
- 2016 EG398
- 2016 EH398
- 2016 EJ398
- 2016 EK398
- 2016 EL398
- 2016 EM398
- 2016 EN398
- 2016 EO398
- 2016 EP398
- 2016 EQ398
- 2016 ER398
- 2016 ES398
- 2016 ET398
- 2016 EU398
- 2016 EV398
- 2016 EW398
- 2016 EY398
- 2016 EZ398
- 2016 EA399
- 2016 EB399
- 2016 EC399
- 2016 ED399
- 2016 EE399
- 2016 EF399
- 2016 EG399
- 2016 EH399
- 2016 EJ399
- 2016 EK399
- 2016 EL399
- 2016 EM399
- 2016 EN399
- 2016 EO399
- 2016 EP399
- 2016 EQ399
- 2016 ER399
- 2016 ES399
- 2016 ET399
- 2016 EU399
- 2016 EV399
- 2016 EW399
- 2016 EX399
- 2016 EY399
- 2016 EZ399
- 2016 EA400
- 2016 EB400
- 2016 EC400
- 2016 ED400
- 2016 EE400
- 2016 EF400
- 2016 EG400
- 2016 EH400
- 2016 EJ400
- 2016 EK400
- 2016 EL400
- 2016 EM400
- 2016 EN400
- 2016 EO400
- 2016 EP400
- 2016 EQ400
- 2016 ER400
- 2016 ES400
- 2016 ET400
- 2016 EU400
- 2016 EV400
- 2016 EW400
- 2016 EX400
- 2016 EY400
- 2016 EZ400
- 2016 EA401
- 2016 EB401
- 2016 EC401
- 2016 ED401
- 2016 EE401
- 2016 EF401
- 2016 EG401
- 2016 EH401
- 2016 EK401
- 2016 EL401
- 2016 EM401
- 2016 EN401
- 2016 EO401
- 2016 EP401
- 2016 EQ401
- 2016 ER401
- 2016 ES401
- 2016 ET401
- 2016 EU401
- 2016 EV401
- 2016 EW401
- 2016 EY401
- 2016 EZ401
- 2016 EA402
- 2016 EB402
- 2016 EC402
- 2016 ED402